# Glosar de medicină
Prezentul glosar de medicină conține termeni generali din domeniul medicinei.
Pentru termeni de specialitate din anatomie, fiziologie, genetică, psihologie, patologie, biochimie, vezi glosarele din categoria Glosare de medicină.
| Cuprins |
| Ab - Ac • Ad - Af • Ag - Am • An - Ar • As - Az • B • Ca - Ci • Cl - Cz • D • E • F • G • H • I • J • K • L • M • N • O • P • Q • R • S • T • U • V • Y • Z |
| Vezi și • Legături externe |

## A

### Ab - Ac
- abdomen fără pregătire - examen radiologic al abdomenului, fără administrarea prealabilă a vreunui opacifiant.
- abdominocenteză - puncția peretelui abdominal practicată în scopul evacuării unei acumulări excesive de lichid; paracenteză abdominală, puncție abdominală.
- abdominoscopie - examinare a abdomenului prin vizualizarea organelor interne prin laparotomie sau pe cale endoscopică.
- ablactație (sau ablactare):

- eliminarea din alimentația sugarului a suptului la sân;
- încetare a secreției de lapte matern la femei.
- ablastie - (metodă de) îndepărtare din organism a unui organ sau a unei formațiuni patologice; vezi și ablațiune, absciziune.
- ablațiune (sau ablație) - acțiunea de îndepărtare a unei părți din corp, una din modalitățile exerezei (vezi și: ablastie, absciziune, extirpare).
- abord - cale de acces chirurgical la un organ.
- abord venos - manevră chirurgicală prin care se realizeaza accesul la vena pacientului.
- abortiv:

- substanță sau acțiune care provoacă avort;
- care se produce înainte de vreme, prematur; care nu a evoluat în întregime.
- abraziune- ablația sau prelevarea prin raclaj a unor țesuturi sau formațiuni în suprafață: cornee, mucoasă uterină, tartru dentar etc.
- absciziune - tăiere a unei părți sau a unui organ al corpului; rezecție; vezi și: ablastie, ablațiune.
- absorbțiometrie bifotonică - tehnică ce permite calcularea densității țesuturilor prin două feluri de radiații X de energie diferită.
- abstinență - abținerea voluntară de la satisfacerea unor necesități fiziologice sau a unor vicii.
- ac - instrument subțire cu vârf ascuțit, utilizat în diferite scopuri (injectarea de substanțe, obținerea de probe de țesuturi, eliminare de lichid dintr-o cavitate); ácele utilizate în chirurgie au diferite forme în funcție de tipul intervenției.
- acatalepsie - nesiguranță în stabilirea unui diagnostic.
- accelerație - amplificare a vitezei de creștere și de diferențiere somatică, de dezvoltare psihologică, observată în perioada contemporană, în raport cu urbanizarea, gradul înalt de civilizație, ameliorarea condițiilor de viață etc.
- acces - ansamblu de tulburări ale organismului care se manifestă brusc, în plină sănătate aparentă și se repetă la intervale variabile.
- ac cu limitator - ac chirurgical prevăzut cu un guler proeminent, care împiedică acul să pătrundă în țesut mai mult decât lungimea prevazută.
- aciditate gastrică - mărime care exprimă conținutul de acid clorhidric și de clor din sucul gastric.
- ac intraosos - ac cu orificiu larg, utilizat pentru inserția în măduva osoasă a tibiei, care se utilizează doar în urgențe, când nu se poate efectua un alt acces venos; prin acest ac se pot introduce lichide și medicamente.
- acologie - termen livresc ce se referă la cunoașterea medicamentelor utilizate pentru tratarea diferitelor boli.
- acrilat - material plastic sintetic folosit în stomatologie pentru confecționarea protezelor, a diverselor aparate, suporturi dentare etc.
- acromatocit - globulă roșie care și-a pierdut materia colorantă.
- actinocardiografie - determinare a conturului și a dimensiunilor inimii cu ajutorul razelor X paralele.
- actinocardiogramă - grafic obținut prin actinocardiografie.
- actinoscopie - examen optic al unui organ sau țesut prin transparență sau difuziune.
- actinoterapie - terapie prin utilizarea radiațiilor luminoase, ultraviolete sau infraroșii, produse artificial cu aparate sau lămpi și care se aplică în special în rahitism.
- activator ortodontic - aparat folosit în tratamentul ortodontic, care stimulează mobilitatea danturii.
- acupresură - metodă terapeutică ce constă în compresiunea scurtă a unui nerv, executată cu ajutorul degetelor, într-un punct special al tegumentului (punct de presiune), pentru îndepărtarea durerii; sinonim: presopunctură.
- acupunctură - metodă medicală cu originea în Extremul Orient și care constă în înțeparea pielii cu ace fine în anumite puncte.
- acut:

- (despre o durere) intens, ascuțit, violent;
- (despre o boală) care are o evoluție scurtă și manifestări clinice intense: (exemple: pneumonia, febra tifoidă, apendicita acută).
- acutumanță - proces prin care organismul devine insensibil la acțiunea unui medicament sau a unei otrăvi.

### Ad - Af
- adaptometrie - metodă de studiere a adaptării oculare fiziologice și a tulburărilor clinice de adaptare.
- adaptometru - instrument utilizat pentru măsurarea timpului de adaptare retiniană, care depinde de regenerarea rodopsinei.
- Addis, proba ~ - test pentru evaluarea cantitativă a elementelor figurate în urină.
- adenectomie - ablația unui ganglion limfatic, a unei glande sau a vegetațiilor adenoide.
- adenoamidalectomie - ablația vegetațiilor adenoide și a amigdalelor.
- adenogramă - examen citologic și bacteriologic, al ganglionilor superficiali.
- adenoidectomie - extirpare a vegetațiilor adenoide.
- adenomectomie - eliminarea pe cale chirurgicală a unui adenom.
- adenotom - instrument utilizat în îndepărtarea vegetațiilor adenoide.
- adenotomie - îndepărtare prin intervenție chirurgicală a unui adenom.
- adenotonsilectomie - ablația amigdalelor și a vegetațiilor adenoidiene.
- adenotripsie - procedeu terapeutic constînd în apăsarea cu degetul a vegetațiilor adenoide pentru îndepărtarea secrețiilor purulente.
- a doua opinie⁠(d) - actul medical se referă la solicitarea de către un pacient a unei evaluări suplimentare din partea unui alt medic sau specialist, pentru a confirma, clarifica sau revizui un diagnostic sau un plan de tratament anterior; aceasta poate ajuta pacienții să ia decizii mai bine informate cu privire la îngrijirea lor medicală.
- aerocistografie - metodă de explorare radiologică a vezicii urinare după distensia cu aer a acesteia.
- aerocistoscop - instrument folosit în aerocistoscopie.
- aerocistoscopie - examinare endoscopică a vezicii urinare prin introducerea de aer, cu ajutorul aerocistoscopului, pentru distensia organului.
- aeroionizare - metodă de tratament cu ioni electrici din aer, utilizată în bolile nervoase și în dermatologie.
- aeroionoterapie - tratament medical cu aeroioni produși de aparate speciale.
- aeromamografie - radiografie mamară efectuată după insuflarea aerului în spațiul retromamar.
- aeropiezoterapie - metodă terapeutică bazată pe întrebuințarea aerului comprimat sau rarefiat.
- aerosialografie - metodă de explorare a glandelor salivare și de înregistrare radiografică după insuflarea cu aer.
- aerosolaroterapie - tratament prin care substanțele medicamentoase se introduc sub formă de aerosoli, pe căile respiratorii, cu ajutorul unui pulverizator și utilizată în laringite, sinuzite, bronșite, astm etc.
- aeroterapie - metodă de tratament cu ajutorul aerului curat (de munte), indicată în special în bolile pulmonare cronice (tuberculoză, emfizem pulmonar etc.).
- aerotermoterapie - tratament bazat pe utilizarea aerului cald.
- aerotonometrie - metodă de măsurare a presiunii gazelor din sânge sau din alte lichide ale organismului.
- afebril - (despre corpul uman)a cărui temperatură este în limite normale; apiretic.
- afereză - tehnică prin care se efectuează, din sângele unui donator sau al unui bolnav, o prelevare de plasmă, de eritrocite, leucocite sau trombocite cu ajutorul unui separator de celule.
- afrodiziac - substanță care stimulează impulsurile sexuale.
- afrontare - apropiere operatorie a marginilor unei plăgi în vederea asigurării unei bune cicatrizări.
- afuziune - stropire cu dușul, folosită ca mijloc terapeutic.

### Ag - Am
- agent patogen - microorganism sau macroorganism care determină apariția unui proces patologic într-un alt organism (de exemplu: microbii, virusurile, paraziții).
- agent sanitar - persoană din cadrul personalului medical mediu al unui spital sau al unui serviciu medical, care se ocupă (în mediul rural) cu îngrijirea bolnavilor, cu executarea măsurilor de dezinfecție în cazuri de epidemii etc.
- AgHBs - analiză care constă în evidențierea antigenului de suprafață al virusului hepatic de tip B.
- agonie  -ultima fază de trecere dintre viață și moarte, caracterizată prin stingerea treptată a funcțiilor vitale.
- agrafă - piesă metalică, cu ajutorul căreia se mențin unite, până la cicatrizare, buzele unei plăgi.
- aiasoterapie - ansamblu de metode terapeutice care diferă de medicația specifică.
- alăptare naturală - hrănire a unui sugar la sânul mamei.
- albuminemie - prezența și concentrația serumalbuminei în plasma sangvină.
- albuminometrie - determinare a cantității de albumină dintr-un lichid organic.
- alcalinoterapie - utilizarea terapeutică a sărurilor alcaline, în special a carbonatului de sodiu.
- alcoolizare - procedeu terapeutic ce constă în efectuarea de infiltrații cu alcool la nivelul trunchiurilor nervoase.
- alcooloscop - instrument pentru determinarea cantității de alcool din sânge.
- alergologie - ramură a medicinei care se ocupă cu studiul manifestărilor clinice și al modificărilor imunobiochimice asociate alergiilor.
- algezie -  capacitate de a simți durerea; vezi și algie.
- algie - durere la nivelul unui organ sau al unei regiuni, care nu corespunde unei leziuni anatomice evidente; vezi și algezie.
- algogen - care provoacă durere.
- aliment - produs în stare naturală sau prelucrat, care conține substanțe nutritive necesare organismului pentru întreținerea activității vitale.
- alimentație - proces de introducere în organism a substanțelor nutritive pentru formarea și reînnoirea țesuturilor și a organelor corpului, precum și ca sursă de energie.
- alimentație mixtă - (la sugari)  alimentație combinată cu lapte matern și lapte de proveniență animală.
- alimentație artificială - (la sugari) alimentație cu lapte de proveniență animală.
- alopatie - sistem de tratament (în opoziție cu homeopatie) care constă în administrare de medicamente active farmacodinamic ce combat cauzele bolii.
- aloplastie - operație chirurgicală de înlocuire a țesuturilor cu unele materiale străine.
- alveolectomie - incizie la nivelul unei alveole dentare.
- amalgam - material utilizat pentru obturațiile dentare, format din argint și staniu.
- ambou - piesă metalică cu secțiune conică, ce permite adaptarea acului pentru injecție la seringi sau la un tub al aparatului de perfuzie.
- ambroșaj - procedeu de imobilizare în caz de fracturi, care constă în introducerea unei tije metalice în cavitatea medulară a fragmentelor osoase fracturate.
- ambulanță - vehicul special amenajat, destinat transportului la spital al persoanelor accidentate sau grav bolnave; salvare.
- ambulatoriu:

- (despre bolnavi) care nu este spitalizat;
- (despre tratamente medicale) care se face în afara spitalului; care nu necesită spitalizare;
- instituție medico-sanitară în care se acordă asistență medicală fără ca bolnavii să fie internați.
- amfigeneză - posibilitate a unor homosexuali de a întreține și relații heterosexuale.
- amigdalectomie - îndepărtare chirurgicală a amigdalelor palatine, în special în cazul inflamației acestora.
- amigdalotripsie - procedeu de ablațiune a amigdalelor palatine hipertrofiate, prin strivirea lor cu o pensă specială.
- aminoacidurie - cantitatea de aminoacizi prezentă în urină.
- amniocenteză - puncție transabdominală efectuată la gravidă în scopul recoltării de lichid amniotic pentru diagnosticarea bolilor fătului în uter, pentru determinarea motricitatii fetale etc; sinonim: puncție amniotică.
- amniogeneză - proces de formare și dezvoltare a sacului amniotic.
- amniografie - radiografie a amniosului cu ajutorul unei substanțe de contrast, înlocuită astăzi cu ecografia.
- amnioscopie - observare endoscopică a lichidului amniotic și a cavității amniotice.
- amniotomie - manevră obstetrică de rupere a membranei amniotice pentru a declanșa travaliul.
- amoniemie - concentrația plasmatică a amoniacului liber.
- amplexare - (mod de) investigare clinică prin palparea volumului a două regiuni simetrice ale corpului.
- amprentare - (în stomatologie) imprimare într-o masă plastică a unei părți a maxilarului în vederea confecționării unei proteze.
- amputație - îndepărtare (pierdere) accidentală sau în urma unei intervenții chirurgicale a unui membru, segment de membru sau organ.

### An - Ar
- anamneză - ansamblul informațiilor obținute de medic de la bolnav sau de la anturajul său asupra antecedentelor, a istoricului unei boli și a detaliilor legate de evoluția bolii.
- anaplastie - operație chirurgicală făcută cu scopul de a reda (prin autogrefă) forma normală a unei părți mutilate a corpului sau a unui organ mutilat; vezi și autoplastie.
- anastomoză - comunicație naturală sau artificială (în urma unei intervenții chirurgicale) între două vase sanguine, între două organe cavitare.
- anatomopatologie - ramură a medicinei care se ocupă cu studiul modificărilor de formă sau de structură provocate de boală și, mai ales, al modificărilor țesuturilor microscopice provocate de leziuni anatomice.
- ancoșă - defect de umplere cu substanță de contrast la nivelul unui organ cavitar (consecință a unui spasm).
- andrologie - ramură a medicinei care se ocupă cu studiul anatomiei, al fiziologiei și al patologiei aparatului genital masculin.
- anergie - lipsă de reacție a organismului la unul sau mai mulți antigeni.
- anestezic - substanță care determină suprimarea progresivă, temporară și reversibilă a unor funcțiuni ale sistemului nervos central sau periferic.
- anestezie:

- metodă chirurgicală prin care se împiedică temporar, cu ajutorul unor substanțe chimice (anestezice) sau al unor agenți fizici, perceperea senzațiilor dureroase sau transmiterea excitațiilor dureroase;
- lipsă a sensibilității, întâlnită în unele boli nervoase, în cazuri de secționare a nervilor etc.
- anestezie de conducere - anestezie efectuată în anumite zone pentru secționarea chimică a nervului.
- anestezie generală - vezi anestezie totală.
- anestezie locală - tehnică medicală utilizată pentru a inhiba temporar senzațiile dureroase într-o anumită zonă a corpului, fără ca pacientul să își piardă complet conștiința; este folosită pentru a permite realizarea intervențiilor chirurgicale minore, procedurilor medicale sau stomatologice, fără ca pacientul să simtă durerea sau disconfortul asociate.
- anestezie peridurală - anestezie efectuată în spațiul peridural.
- anestezie rahidiană - rahianestezie (prin străpungerea punctuală în lichidul cefalorahidian, în dura mater).
- anestezie totală (sau generală) - anestezie a întregului corp, care sistează toate activitățile cerebrale, cu excepția celor strict vitale, provocînd și pierderea stării de conștiență.

- anestezimetru:

- aparat folosit pentru măsurarea cantității de anestezic într-o unitate de timp;
- aparat cu care se apreciază gradul de insensibilitate într-o anumită regiune a corpului.
- anesteziologie - ramură a medicinei care se ocupă cu studiul metodelor de anestezie și de susținere a funcțiilor vitale ale organismului în perioada perioperatorie.
- anestezist (sau anesteziolog, anesteziologist) - medic specialist în anestezie.
- angiectomie - excizie a unui fragment dintr-un vas sangvin sau limfatic.
- angiocardiograf - aparat folosit în angiocardiografie.
- angiocardiografie - examen radiologic care permite vizualizarea cavităților cardiace și ale vaselor mari de la baza inimii, după injectarea unei substanțe de contrast, intravenos sau direct în cavitățile cardiace drepte.
- angiocheiloscop - instrument, prevăzut cu un sistem optic, pentru studiul circulației sanguine din buze.
- angiocheiloscopie - examinare a circulației sanguine a buzelor cu ajutorul angiocheiloscopului.
- angiocolecistografie - radiografie a căilor biliare, realizată cu ajutorul unei substanțe de contrast.
- angioencefalografie - radiografie a vaselor creierului, după injectarea în sânge a unei substanțe radioopace.
- angiofluorografie - studiu radiografic al vaselor sanguine cu ajutorul fluorului.
- angiografie - studiu, descriere a vaselor dintr-un organism; radiografia vaselor sangvine după injectarea unei substanțe radioopace.
- angiografie coronariană - procedură de diagnostic care permite verificarea cu exactitate a condiției arterelor coronare și depistarea eventualelor îngustări (stenoze) care pot compromite fluxul de sânge al mușchiului cardiac (ischemie) și cauza durere toracică (angină) sau infarct miocardic (sinonim: coronarografie).
- angiogramă - înregistrare radiografică obținută prin angiografie.
- angiologie - știință care se ocupă cu studiul vaselor de sânge și a limfaticelor.
- angionevrectomie - rezecție a vaselor sangvine și a nervilor.
- angioplastie - procedeu chirurgical de refacere a unui vas sangvin sau limfatic prin sutură, dezobstrucție sau dilatare.
- angiopneumografie - examen radiologie al vaselor pulmonare după injectarea unei substanțe de contrast pe cale venoasă sau prin cateterism al inimii.
- angiorafie - sutură a unui vas sangvin.
- angioscop - fibroscop adaptat pentru examenul intravascular.
- angioscopie - examen al vaselor capilare cu ajutorul angioscopului.
- angioterapie - folosire a arterelor, venelor și capilarelor pentru introducerea medicamentelor în organism.
- angiotomie - operație chirurgicală de incizie a vaselor sanguine.
- angiotomografie - ansamblul clișeelor tomografice realizate în cursul unei angiografii.
- angiotrib - instrument folosit în angiotripsie.
- angiotripsie - efectuare a unei hemostaze prin compresie cu ajutorul angiotribului; vasotripsie.
- anodin - (despre medicamente) care este destinat să calmeze durerile și care nu acționează asupra unei anumite boli.
- anoplastie - operație plastică ori de refacere a anusului sau a întregii regiuni anale.
- anoproctie - anus artificial.
- anovulator - (despre ciclu menstrual) care nu comportă ovulație.
- antalgic - medicament, poziție care calmează durerea.
- antecedent  -totalitatea faptelor sau circumstanțelor anterioare unei boli și care privesc starea de sănătate a subiectului examinat, a familiei și a ascendenților săi, studiate în vederea stabilirii diagnosticului și a tratamentului.
- antibioterapie - (termen generic pentru un) tratament cu antibiotice.
- anticoncepțional - (substanță, mijloc, procedeu) care previne sarcina prin împiedicarea fecundației; sinonim: contraceptiv, antonim: antisteril.
- antigenoterapie - folosirea terapeutică a substanțelor care pot produce anticorpi.
- antiimago - acțiune antiepidemică de combatere a formelor adulte ale insectelor transmițătoare de diferite boli.
- antisepsie (vezi și asepsie):

- metodă folosită în chirurgie, care constă în distrugerea bacteriilor patogene prezenți într-o plagă operatorie sau accidentală, cu ajutorul unor substanțe chimice, numite antiseptice;
- orice procedeu de reducere semnificativă a florei microbiene de Ia nivelul pielii sau al membranelor mucoase.
- antiseptic - care previne sau combate infecțiile microbiene sau care împiedică putrefacția; exemplu: pansament antiseptic.
- antisteril - factor care previne sau care combate sterilitatea; vezi și anticoncepțional.
- antozit  -făt mai mult sau mai puțin format.
- antracoterapie - folosire terapeutică a carbonului.
- antrectomie - ablațiune a pereților unui antru anatomic; rezecție a antrului piloric.
- antrocelulotomie - excizie a apofizei mastoidei.
- antroduodenostomie - operație care constă în legarea antrului piloric cu duodenul.
- antropilorectomie - rezecție a antrului piloric în caz de ulcer.
- antroponosologie - disciplină care se ocupă cu studiul bolilor speciei umane.
- antroposomatologie - disciplină care se ocupă cu studiul structurii și funcțiilor organice ale corpului uman.
- antrostomie - deschidere a unui antru, pentru drenare; (în stomatologie) lărgire operatorie a deschiderii buzelor pentru a se ușura accesul în cavitatea bucală.
- antrotomie - operație care constă în deschiderea antrului mastoidian.
- anuloplastie - reparație chirurgicală a unui orificiu anular.
- anus artificial - orificiu anal artificial, deschis printr-o operație chirurgicală, care suplinește funcțiile anusului natural.
- anus contra naturii - orificiu anal deschis printr-o operație chirurgicală într-un punct diferit de cel în care este poziționat anusul natural, de obicei în zona abdomenului, prin care să poată fi evacuate materiile fecale (într-o pungă specială), în cazul ocluziilor intestinale, al tumorilor la nivelul intestinului gros etc.
- anuscop - instrument metalic în forma unui tub, utilizat pentru examinarea anusului, a canalului anal și a părții inferioare a rectului; sinonim: proctoscop.
- anuscopie - examinare a canalului anal cu ajutorul anuscopului.
- aortectomie - extirpare, ablațiune a unei părți din aortă.
- aortoarteriografie - radiografie a aortei și a ramificațiilor acesteia.
- aortografie - examinare radiologică a aortei, injectată, în prealabil, cu o substanță de contrast hidrosolubilă.
- aortogramă - clișeu obținut în urma unei aortografii.
- aortoplastie - refacerea pe cale chirurgicală a aortei.
- aortorafie - sutură a aortei.
- aortotomie - incizie longitudinală în peretele ventral al aortei.
- aparat - ansamblu de piese care susțin, mențin sau înlocuiesc o parte din corp, un membru sau un organ, exemple:
  - aparat auditiv - dispozitiv prin care se compensează artificial pierderea parțială a auzului.
  - aparat dentar - dispozitiv care se fixează pe dantură pentru corectarea poziției dinților.
- aparat gipsat - aparat alcătuit din atele metalice cu feșe de tifon (sau exclusiv din feșe de tifon) și gips muiat în apă, care se muleaz pe trunchi sau pe unul dintre membre, imobilizându-l într-o poziție favorabilă vindecării unei fracturi, unei boli articulare, corectării unei diformități etc.
- apectomie - îndepărtare (chirurgicală) a apexului unei rădăcini dentare cu granulom.
- apendicectomie - ablațiune a apendicelui vermicular.
- apendicostomie - deschidere a apendicelui la piele și crearea unui drenaj al conținutului cecal spre exterior.
- apexocardiogramă - curbă rezultată din înregistrarea grafică a șocului apexian.
- apicectomie - intervenție chirurgicală prin care se extirpă porțiunea apicală a rădăcinii unui dinte.
- apicoliză - operație de turtire a vârfului unui plămân prin decolare pleuro-parietală.
- apifitoterapie - terapie cu extrase din plante și produse apicole.
- apiretic - vezi afebril.
- apiterapie - tratament cu produse apicole.
- aplicator - instrument folosit pentru aplicarea unui remediu, a unei substanțe pe o suprafață cutanată sau pe suprafața unei mucoase.
- apocarteresis - sinucidere prin inaniție.
- aponevrectomie - rezecție chirurgicală a unei aponevroze.
- aponevrotomie - secționare sau incizie a unei aponevroze.
- apoziție - punerea în contact a două elemente (substanțe, fragmente de os fracturat).
- apoziție periosteală - reacția periostului față de o agresiune locală, manifestată prin activitate osteogenică, vizibilă radiologic.
- arborele vieții - schemă reprezentând evoluția omului de-a lungul vieții sale.
- ARC - (abreviere de la Aids Related Complex) infectare a organismului cu virusul care provoacă SIDA, care se manifestă printr-o simptomatologie minoră.
- aritenoidectomie - extirpare a aritenoidului.
- aromoterapie - metodă terapeutică bazată pe efectul produselor chimice mirositoare din uleiurile volatile, extrase din diverse plante.
- arsenoterapie - utilizare a compușilor arsenici în scop terapeutic.
- arteriectomie - rezecție a unui segment arterial și a plexului simpatic care îl înconjoară.
- arteriocenteză - puncție arterială.
- artrocenteză - puncție a unei articulații.
- arterioflebografie - radiografie a unei artere și a ramificațiilor ei.
- arteriograf - sfigmograf.
- arteriografie - radiografie a unei artere după injectarea intravasculară a unei substanțe de contrast; sinonim: sfigmografie.
- arteriogramă - imagine a unei artere obținută prin arteriografie; sinonim: sfigmogramă.
- arteriometru - instrument pentru măsurarea diametrului unei artere.
- arteriopiezografie - piezografie arterială.
- arteriopiezogramă - piezogramă arterială.
- arterioplastie - refacere a unui perete arterial.
- arteriorafie - sutură chirurgicală a unei artere.
- arteriotom - instrument folosit în arteriotomie.
- arteriotomie - incizie longitudinală sau transversală a peretelui unei artere, prin care se asigură accesul în lumenul vascular.
- arteriotripsie - operație de strivire a peretelui arterial.
- artrectomie - rezecție a unei articulații.
- artrocenteză - puncție a unei articulații.
- artroclazie - rupere chirurgicală a unei anchiloze fibroase.
- artrodeză - suprimare chirurgicală a mobilității unei articulații prin fuzionarea epifizelor celor două extremități implicate.
- artrografie - explorare radiologică a unei cavități articulare după injectarea unui produs radioopac hidrosolubil, a aerului etc.
- artroliză - secționare a capsulei articulare și a ligamentelor acesteia în scopul redării mobilității articulației anchilozate.
- artrologie - disciplină care studiază articulațiile.
- artrometru - instrument pentru măsurarea unghiului de mobilitate a articulațiilor.
- artroplastie (sau artroplastică) -  intervenție chirurgicală pentru redarea mișcărilor unei articulații anchilozate (sinonim: artroplazie).
- artroplazie - vezi artroplastie.
- artropneumografie - radiografie a unei articulații în care s-a introdus aer.
- artroriză - operație prin care se obține limitarea mișcărilor la nivelul unei articulații, formându-se un prag osos în calea mișcărilor articulare.
- artroscop - instrument optic folosit in artroscopie.
- artroscopie - examinare a leziunilor unei articulații cu ajutorul artroscopului.
- artrostomie - deschidere chirurgicală a unei operații (sinonim: artrotomie).
- artrotomie - vezi artrostomie.

### As - Az
- asanare - ansamblu de măsuri igienice comunitare sau individuale menite să elimine din mediu factorii nocivi sănătății sau unui agent patogen în scopul prevenirii apariției maladiilor în cadrul unei comunități.
- asepsie:

- metodă de sterilizare a instrumentelor chirurgicale, a câmpurilor operatorii, a compreselor etc. cu ajutorul factorilor fizici: căldură, ultrasunete, raze ultraviolete etc.;
- absență a microbilor în urma aplicării acestei metode.
- aseptic - (despre instrumente chirurgicale, săli de operație etc.) care este în stare de asepsie; lipsit de microbi, sterilizat.
- asistent medical - cadru tehnic mediu specializat în munca medico-sanitară (care acordă ajutor unui medic).
- asistență medicală - îngrijire a bolnavilor de către un personal calificat.
- ASLO - test pentru depistarea infecției produse de streptococul hemolitic, constând în evidențierea anticorpului ce neutralizează streptolizina.
- aspirație:

- pătrundere în căile aeriene a unor lichide (sânge, lichid amniotic, apă, vomă) care pot produce asfixie mecanică sau pneumonie;
- metodă de extragere a conținutului lichid dintr-o cavitate sau dintr-o plagă.
- astenologie - studiu științific al debilității.
- astigmometru - vezi cheratoscop.
- astragalectomie - extirpare a astragalului.
- atelă - piesă confecționată din metal, din sârmă împletită, dintr-o scândură căptușită, din tifon și gips sau din material plastic; se utilizează la imobilizarea provizorie a unui membru fracturat.
- atlodim - monstru cu două capete articulate la un singur corp.
- atomoterapie - tratament cu izotopi radioactivi.
- atriotomie - secționarea chirurgicală a peretelui atrial.
- atropinizare - administrare a atropinei în scop terapeutic.
- ață chirurgicală - fibră de origine organică sau anorganică (cu proprietatea de a se resorbi, autotopi), utilizată pentru suturi sau ligaturi.
- ață dentară - fir subțire și elastic care se folosește pentru curățarea dinților.
- audiofon - aparat acustic folosit de hipoacuzici pentru amplificarea sunetelor.
- audiologie - disciplină care se ocupă cu studiul problemelor legate de auz.
- auroterapie - tratament cu săruri de aur, folosit în unele afecțiuni ale articulațiilor, reumatism cronic, tuberculoză; altă denumire: crisoterapie.
- auscultare (sau auscultație) - ascultare prin aplicarea directă a urechii în zona de proiecție a organului investigat sau cu stetoscopul, în vederea stabilirii unui diagnostic.
- autoambulanță (sau autosalvare, autosanitară) - autovehicul carosat și utilat pentru transportul bolnavilor, al accidentaților sau al răniților.
- autogrefă - vezi autoplastie.
- autohemoterapie - metodă terapeutică, astăzi mai puțin practicată, prin care se recoltează sânge de la un pacient și i se injectează intramuscular pentru proteinoterapie și autovaccinoterapie, utilizată în unele boli alergice (astm, urticarie).
- automedicație - tratament medicamentos inițiat de un bolnav pentru sine, fără recomandarea medicului.
- autoplastie - intervenție chirurgicală pentru înlocuirea unei părți distruse din țesuturile epiteliale ale corpului, cu ajutorul unei grefe desprinse din altă parte a aceluiași individ (sinonim: autogrefă); vezi și anaplastie.
- autopsie - deschiderea și examinarea macroscopică a unui cadavru și observația microscopică a fragmentelor prelevate din diferite organe ale acestuia, în vederea stabilirii cauzei morții (sinonim: necropsie).
- autoradiografie - imagine a unui organ care conține un produs radioactiv obținută pe o peliculă fotografică sau radiografică.
- autorefractor - aparat pentru examinarea automată a vederii.
- autoterapie - vindecare pe cale naturală a unei boli, fără ajutor medical.
- autotransfuzie - transfuzie la un bolnav a propriului sânge, recoltat înainte de operație, în cursul intervenției chirurgicale la care acesta este supus.
- autotransplant - prelevare și transplantare a unui fragment de țesut într-o altă parte a corpului aceleiași persoane.
- autotratament - tratament medical aplicat fără o indicație medicală autorizată.
- autovaccin - vaccin preparat din microorganismul patogen izolat prin mijloace de laborator de la bolnavul în cauză (exemplu: tratamentul pentru furunculoză).
- avivare - acțiunea de a face să sângereze fețele unei plăgi sau fistule, pentru a se suda după cicatrizare.
- avort - expulzarea spontană sau provocată a embrionului, anterior limitei minime de viabilitate (180 de zile), sau a fetusului, înainte ca acesta să poată trăi în afara organismului matern.
- avorton - ființă născută înainte de termen; (cu sens depreciativ) om degenerat, cu mari deficiențe (fizice sau psihice); popular: stârpitură.
- avulsiune - extracție, extirpare prin smulgere a unei formațiuni anatomice care prezintă alterări patologice; sinonim: evulsie.

## B
- bacil - bacterie în formă de bastonaș; majoritatea speciilor de bacili sunt saprofite (exemple: Bacillus subtilis, Bacillus mycoides), câteva sunt patogene (cum ar fi Bacillus anthracis).
- bactericid - proprietate a serului sanguin și a unor substanțe ca alcoolul, formolul, clorul, apa oxigenată etc. de a distruge bacteriile.
- bacteriofag - formă de viață submicroscopică având proprietatea de a dizolva bacteriile, fiind folosit la tratamentul anumitor boli.
- bacterioliză - procedeu de dizolvare a bacteriilor prin modificări fizico-chimice ale protoplasmei sub acțiunea anticorpilor specifici, a bacteriofagilor sau a unor substanțe chimice.
- badijonare - pensularea pielii sau a mucoaselor, cu ajutorul unui tampon, cu o substanță medicamentoasă, de regulă antiseptică.
- baipas - vezi bypass.
- balanoplastie - operație de refacere a glandului penian.
- balanotomie - operație chirurgicală de secționare a glandului.
- balistocardiograf - instrument pentru înregistrarea oscilațiilor transmise corpului de propulsia sângelui la fiecare contracție a inimii.
- balistocardiografie - înregistrare a oscilațiilor transmise corpului de contracțiile inimii și de propulsia sângelui în aortă; sinonim: cardiobalistografie.
- balistogramă - înregistrarea realizată de balistocardiograf și care pune în evidență eventuale boli ale inimii sau valvelor aortice.
- balneoclimatic, tratament ~ - tratament care se efectuează în localități balneoclimatice în scopul vindecării unor boli sau pentru stimularea rezistenței organismului (vezi și balneoterapie).
- balneofizioterapie - tratament al unor boli prin fizioterapie în mediul balnear.
- balneokinetoterapie - tratament al unor boli prin mișcare în mediu balnear.
- balneologie:

- ramură a medicinii interne care se ocupă cu studiul acțiunii terapeutice a apelor minerale sau termale, a nămolurilor și a tuturor factorilor balneoclimatici;
- studiul acțiunii curative a apelor minerale sau termale și a nămolurilor.
- balneoterapie - tratament cu ape minerale sau termale și nămoluri (vezi și balneoclimatic, tratament ~).
- balon - dispozitiv extensibil din material sintetic, de dimensiuni diferite, montat în interiorul unui tub subțire și folosit pentru dilatarea zonelor strâmtorate în vasele sangvine sau un tractul digestiv.
- balon de oxigen - rezervor de oxigen prevăzut cu un tub de aspirație, întrebuințat la reanimarea unui bolnav.
- balon autogonflabil - dispozitiv utilizat in ventilația artificială de urgență, prin intermediul măștii faciale, măștii laringiene sau a unui tub endotraheal.
- bancă de celule stem - celule stem colectate din cordonul ombilical la naștere, care pot fi depozitate pe termen indefinit și folosite, prin transplant, pentru tratarea unei boli (de exemplu leucemie).
- bancă de organe - laborator în care se asigură prezervarea în condiții riguroase a unor țesuturi, a sângelui sau a unor organe în vederea transplantării.
- bancă de sânge - departament al unui spital sau al unui centru de hematologie în care sângele colectat de la donatori este depozitat în vederea folosirii ulterioare.
- bandaj - fâșie de pânză sau de tifon, care servește la menținerea unui pansament, la compresiunea unei regiuni sau la fixarea unui segment al corpului într-o anumită poziție.
- bandaj herniar (sau bandaj pentru hernie) - bandaj format dintr-o chingă elastică sau dintr-un sistem de chingi care fixează în dreptul orificiului herniar o pernuță căptușită care are scopul de a menține reducerea herniei la nivelul orificiului herniar.
- bandeletă uretrală - material sintetic ce se introduce prin intermediul unei proceduri chirurgicale sub baza vezicii pentru a o stabiliza și a îmbunătăți funcția sfincteriană, îmbunătățind astfel continența urinară.
- baronarcoză - anestezie generală obținută prin inhalarea unui amestec de gaze la o presiune superioară celei atmosferice; este folosită în chirurgia toracică, în intervențiile însoțite de deschiderea cavităților pleurale.
- baroterapie - tratare a unor boli cu ajutorul unor presiuni determinate sau al aerului comprimat.
- baticenteză - puncție profundă realizată cu ajutorul unui instrument chirurgical.
- bazinet - mic vas folosit în practica medicală, în spitale etc. pentru colectarea urinei și a materiilor fecale la pacienții imobilizați la pat.
- baziotrib - instrument obstetrical, alcătuit din două linguri și un perforator central, folosit pentru baziotripsie.
- baziotripsie - manevră obstetricală care constă în zdrobirea bazei craniului fetal cu ajutorul baziotribului sau cefalotribului; se practică în cazurile de vicieri marcate ale bazinului, în care fătul mort nu poate fi extras prin craniotomie sau cranioclazie.
- bătrânețe - stadiu final al evoluției ontogenetice, care apare după maturitate, caracterizat prin diminuarea treptată a funcțiilor fiziologice (scăderea metabolismului, apariția unor fenomene de atrofie etc.) (vezi și îmbătrânire).
- bebe-eprubetă - copil născut ca urmare a unei inseminări artificiale.
- benign - (despre o boală, un proces patologic) ușor, cu evoluție favorabilă, fără complicații și care este vindecabil.
- betaterapie - radioterapie în care se utilizează radiațiile beta emise de izotopii radioactivi.
- bilobectomie - rezecție a doi lobi de la nivelul plămânului drept (superior și mediu sau mediu și inferior).
- binocular - care se referă la ambii ochi, care interesează ambii ochi, care se face cu ambii ochi (exemplu: vedere binoculară), care are două oculare (exemplu: microscop binocular).
- bioartificial - (despre organe protetice) care are o structură hibridă: o parte biologică, alcătuită din țesut viu și o parte artificială.
- bioceramică - tip de argilă pe bază de oxid de aluminiu pur, substituent al materialului osos.
- bioclimat - totalitatea factorilor naturali (relief, altitudine, climă, vegetație) care influențează organismul uman.
- bioclimatologie - ramură a climatologiei care se ocupă cu studiul efectelor factorilor de climat asupra ființelor vii, îndeosebi asupra sănătății umane.
- bioglass - material asemănător sticlei, care dă rezultate bune în realizarea protezelor medicale.
- bioinginerie medicală - domeniu de frontieră cuprinzînd ansamblu de tehnici și de cunoștințe utilizate pentru conceperea și aplicarea în practică a unor procedee, dispozitive sau aparate utile în diferite domenii medicale.
- biomarker - substanță, o caracteristică sau un indicator măsurabil în organism, utilizat pentru diagnosticarea, prognosticul, monitorizarea sau evaluarea răspunsului la tratament în cazul unei boli sau al unei afecțiuni medicale.
- biomaterial - produs folosit la restaurarea sau înlocuirea unor țesuturi vii care au avut de suferit din diverse cauze.
- biomedicină - domeniu interdisciplinar bazat pe transferul de principii teoretice și metodologice între cibernetică, biofizică, biochimie, biologie moleculară, biologie celulară și medicină.
- biometru - denumire generică pentru instrumentele de măsurare a stării de sănătate.
- biomicroscopie - examinare cu un microscop special a diferitelor părți ale ochiului.
- biomotor - aparat pentru respirație artificială.
- biopsie - intervenție chirurgicală care constă în scoaterea unui fragment de organ sau de țesut dintr-un organism viu în vederea studiului microscopic.
- biospectroscopie - examinare a țesuturilor vii cu ajutorul spectroscopului.
- biostereometrie - metodă de diagnostic prin care, cu ajutorul unui computer, se obțin din fotografii bidimensionale ale corpului diagrame conținând liniile de contur ale acestuia, în scopul detectării diformităților coloanei vertebrale și aplicării corecte a protezelor.
- bioterapie:

- folosirea în scop terapeutic a vaccinurilor, a țesuturilor vii și a produselor organice (bilă, suc gastric etc.);
- metodă terapeutică pseudoștiințifică care constă în transmiterea de către organismul unui individ a unei cantități de energie către organismul altui individ, în scopul ameliorării stării psihosomatice a acestuia din urmă.
- biotest - test pentru determinarea cantitativă a unor substanțe biologic active direct în organismul viu.
- biotipologie - disciplină care studiază individul uman după criteriul structurii corpului și existența unor corelații între caracteristicile morfologice și psihologice, de natură temperamentală și caracterială.
- biotom - aparat folosit în tomografii.
- biotron - cameră aclimatizată, izolată complet de factorii meteorologici nocivi ai mediului ambiant, destinată unor tratamente medicale.
- biovular - vezi bivitelin.
- bisexualitate - orientare sexuală caracterizată prin atracție estetică și sexuală pentru ambele sexe și care implică întreținerea de raporturi sexuale cu acestea.
- bismutoterapie - întrebuințare terapeutică a sărurilor de bismut.
- bisturiu - instrument chirurgical, având forma unui cuțit de dimensiuni mici, utilizat la incizii, în operații chirurgicale, disecții etc.
- bisturiu electric - bisturiu folosit în chirurgia modernă, care realizează secțiunea cu ajutorul curenților electrici de înaltă frecvență și care permite secționarea țesuturilor și coagularea prin cauterizare a capilarelor.
- bivitelin - (despre gemeni) care provine din două ovule fecundate separat; biovular, dizigot.
- blastor - vezi plasture.
- blefaroplastie - operație chirurgicală pentru corectarea unor malformații sau repararea unei pleoape distruse sau deformate de o cicatrice.
- blefarorafie - sutură chirurgicală a cartilajelor tarsale ale pleoapelor pentru protecția ochiului în caz de lagoftalmie; altă denumire: tarsorafie.
- blefarostat - instrument care fixează pleoapele în timpul operațiilor de ochi; sinonim: oftalmostat.
- blefarostazie - imobilizare a pleoapelor în timpul operațiilor de ochi.
- blefarotomie - incizie palpebrală.
- bloc:

- obturare a unei căi vasculare sau întrerupere a circulației printr-un vas sangvin;
- întrerupere a conductibilității neuromusculare;
- anestezie locală.
- bloc alimentar - serviciu într-un spital care asigură pregătirea și servirea hranei bolnavilor.
- bloc operator - ansamblul încăperilor și echipamentelor necesare intervențiilor chirurgicale.
- bolus - administrarea unei cantități discrete de medicație sau alt compus într-un anumit interval de timp, în general de 1 - 30 de minute, pentru a crește concentrația în sânge la o doză eficace.
- botrioterapie - folosirea strugurilor în cure cu scop terapeutic.
- brahiotomie - amputare a unui braț, în general al unui fetus.
- brahiterapie - tratament al cancerului prin iradiere directă în tumoră, cu ajutorul unui cateter.
- brancardă - mijloc de transport al răniților sau bolnavilor, format dintr-o pânză întinsă și fixată pe două bare de lemn sau de metal, cu ajutorul cărora este dusă de două persoane (brancardieri).
- brancardier - persoană care transportă bolnavii cu brancarda; sinonim: infirmier.
- bridă - vezi aderență.
- bridge - (în stomatologie) punte.
- bronhoaspirație - procedeu terapeutic utilizat pentru aspirația secrețiilor bronșice și pulmonare.
- bronhobiopsie - biopsie a mucoasei bronhiilor, efectuată în bronhoscopie.
- bronhocinematografie - bronhografie urmărită cinematografic, mai ales în cazul dischineziilor bronhice.
- bronhografie - radiografie a arborelui bronșic după introducerea în căile respiratorii a unor substanțe opace la razele Roentgen.
- bronhogramă - clișeu obținut prin bronhografie.
- bronhologie - ramură a medicinei care se ocupă cu studiul bolilor bronhiilor și cu tratamentul acestora.
- bronhometrie - măsurare a calibrului bronhiei.
- bronhometru - aparat folosit în bronhometrie.
- bronhoplastie - operație chirurgicală de refacere a bronhiilor.
- bronhorafie - sutură a bronhiilor.
- bronhoscop - instrument medical sub formă tub prevăzut cu un sistem optic, folosit în bronhoscopie, cu ajutorul căruia sunt cercetate bronhiile.
- bronhoscopie - metodă anatomoclinică de explorare a căilor respiratorii superioare cu ajutorul bronhoscopului, folosită în scop diagnostic (precizarea cazurilor de cancer bronhopulmonar) sau terapeutic (extragere de corpuri străine din căile respiratorii, drenajul și tratamentul unor supurații bronhopulmonare).
- bronhospirografie - înregistrare spirografică a ventilației celor doi plămâni.
- bronhospirometrie - (metodă de) explorare a funcției pulmonare prin prelevarea de aer provenind din bronhii.
- bronhospirometru - aparat pentru măsurarea capacității fiecăruia dintre cei doi plămâni.
- bronhotom - instrument chirurgical folosit în bronhotomie.
- bronhotomie - intervenție chirurgicală care constă în secționarea unei bronhii, în vederea extragerii unui corp străin sau a rezecției unei tumori bronhice.
- brosaj bronșic - periere a peretelui bronșic, prin ghidare cu ajutorul bronhoscopului, în scopul prelevării celulelor sau germenilor patogeni; altă denumire: periaj bronșic.
- broșare (sau broșaj) - imobilizare a unei fracturi cu ajutorul unei broșe.
- bucofaringoscopie - examinare a bucofaringelui sub lumină reflectată, cu ajutorul unui instrument special.
- bufoterapie - folosirea în scop terapeutic a veninului de broască râioasă.
- buiotă - vezi termofor.
- bujie:

- tijă flexibilă sau rigidă, utilizată pentru dilatarea sau explorarea unor cavități naturale;
- bastonaș medicamentos, cilindric și flexibil, preparat din unt de cacao, în care se încorporează substanța activă.
- bulă - acumulare circumscrisă de serozitate întâlnită la nivelul pielii; flictenă.
- bulet - cocoloș de vată folosit în pansamentele dentare.
- buletin medical (sau de sănătate, de analize):

- raport asupra stării de sănătate a unei persoane (bolnave);
- raport referitor la evoluția bolii unei personalități politice, artistice etc.
- burbion - punct central al unui furuncul, alcătuit din puroi și țesut dermic necrozat, care se elimină la deschiderea furunculului.
- butonieră - incizie chirurgicală de mici dimensiuni efectuată la nivelul unei structuri anatomice (peretele unei cavități, piele etc.)
- bypass - (operație chirurgicală care realizează o) derivație practicată pe o arteră obstruată (în special artera coronariană) printr-o grefă din venă sau arteră; altă scriere: baipas.

## C

### Ca - Ci
- cadavru - corpul unui om sau al unui animal mort.
- calcemie - nivelul calciului din sânge.
- calciterapie - folosirea terapeutică a sărurilor de calciu.
- cale -  modalitate de administrare a unui medicament sau locul de acces la un organ.
- calibrator - instrument utilizat pentru măsurarea sau dilatarea unei structuri tubulare, cum ar fi esofagul.
- "calor" - căldură: unul dintre cele patru semne ale inflamației unui țesut, celelalte trei fiind: "rubor" (roseață), "dolor" (durere) si "tumor" (tumefacție); temperatura mai crescută a zonei inflamate se datorează vasodilatației care duce la creșterea fluxului sangvin.
- cameră gamma - aparat pentru detectarea radioactivității sub forma razelor gamma emise de izotopi radioactivi introduși în organism ca trasori.
- canaliculotomie - secționare a unui canalicul stenozat.
- canalizare - deschidere pe cale chirurgicală a unui vas anatomic obstruat.
- cancer(i)ologie - vezi: oncologie.
- cantoliză - intervenție chirurgicală care constă în secțiunea unui ligament palpebral sau a unei comisuri palpebrale.
- cantoplastie - intervenție chirurgicală destinată alungirii fantei palpebrale.
- cantorafie - suturare operatorie a unghiului lateral al pleoapelor.
- cantotomie - incizie a comisurii externe a pleoapelor.
- canulă - instrument tubular, de calibre diferite, folosit pentru introducerea sau extragerea din organism de aer sau lichide.
- capelină - bandaj circular (elastic sau ghipsat) folosit la imobilizarea fracturilor, la ancorarea aparatelor și a protezelor chirurgicale etc.
- capilarimetru - instrument cu care se măsoară diametrul vaselor capilare.
- capilaroscopie - (metodă de) examinare (în scopul diagnosticării) a circulației capilare cu ajutorul unui microscop special.
- capitonaj - (sau capitonare) - procedeu chirurgical care constă în apropierea și suturarea pereților unei cavități în scopul suprimării acesteia.
- capsulectomie:

- capsulotomie cu excizia unei porțiuni din capsula articulară secționată;
- înlăturarea capsulei cristaliniene remanente dupa o extracție extracapsulară a cristalinului.
- capsuloplastie - intervenție chirurgicală făcută cu scopul de a elibera o capsulă articulară.
- capsulotom - instrument chirurgical folosit în capsulotomie.
- capsulotomie:

- incizie a unei capsule (articulare) sau a învelișului fibros format în jurul unui corp străin;
- incizia capsulei cristalinului în operația de cataractă extracapsulară.
- carantină:

- izolare preventivă (pe o perioadă variabilă) a oamenilor, animalelor, navelor sau mărfurilor care vin dintr-o regiune unde există o epidemie sau în care au fost semnalate cazuri de boli contagioase, susceptibile de a se propaga și de a lua proporții epidemice;
- perioada în care o persoană este ținută izolată cu scopul de a preveni răspândirea unei boli contagioase;
- punct sanitar pentru cercetarea și izolarea persoanelor, vaselor sau mărfurilor venite dintr-o regiune lovită de o epidemie.
- carbogenoterapie - folosirea terapeutică a carbogenului.
- carbonarcoză - somn obținut prin inhalarea unui amestec de oxigen și gaz carbonic.
- carboterapie - utilizarea terapeutică a gazului carbonic.
- carcinectomie - excizie a unui carcinom.
- carcinologie - ramură a oncologiei care se ocupă cu studiul carcinoamelor.
- cardioangiologie - disciplină care se ocupă cu studiul inimii și al aparatului circulator.
- cardiobalistografie - vezi balistocardiografie.
- cardiocenteză - puncție a inimii.
- cardiochirurgie - chirurgie a inimii.
- cardiograf - aparat folosit în cardiografie.
- cardiografie - înregistrare grafică a contracțiilor inimii cu ajutorul cardiografului.
- cardiogramă - traseu obținut prin înregistrarea grafică a bătăilor inimii cu ajutorul cardiografului.
- cardioliză - rezecția aderențelor pericardului la peretele toracal sau a celor stabilite între cele două foițe pericardice.
- cardiologie - ramură a medicinii interne care se ocupă cu studiul bolilor de cardiovasculare; altă denumire: cardiopatologie.
- cardiologie nucleară - studiul și diagnosticul bolilor cardiace prin injectarea intravenoasă a diferitelor tipuri de radionuclizi; aceștia emit radiații gamma, detectate cu ajutorul unui contor de radiații și vizualizate pe un computer.
- cardiometrie - măsurare a dimensiunilor inimii sau a forței sale de contracție.
- cardiomiopexie - fixare chirurgicală la miocard a unui lambou muscular bogat vascularizat.
- cardiomioplastie - tehnică chirurgicală recent introdusă pentru înlocuirea sau întărirea mușchiului cardiac afectat cu mușchi scheletic.
- cardiomiotomie - incizie a seromucoasei gastrice și esofagiene la nivelul sfincterului cardiac.
- cardiomobil - ambulanță special amenajată cu toate instalațiile necesare spre a se da primul ajutor pentru accidentele cardiace.
- cardiopatologie - vezi cardiologie.
- cardiopexie - metodă chirurgicală pentru revascularizarea miocardului în insuficiența coronariană organică.
- cardioplastie - operație plastică practicată asupra cardiei, pentru a-I reda dimensiunile normale, în cazul unei reduceri a diametrului sau în cazul unui cardiospasm.
- cardioplegie - tehnică în care mușchiul cardiac este oprit prin injectarea unei soluții speciale de săruri, prin hipotermie sau prin stimuli electrici; se efectuează în chirurgia cardiacă complexă (transplantul cardiac, de exemplu) pentru ca intervenția sa fie efectuată în siguranță.
- cardiopneumopexie - crearea de aderențe între miocard și plămân, după deschiderea pericardului și a pleurei, în vederea ameliorării vasculari-zației.
- cardiorafie - suturare a unei plăgi cardiace.
- cardioscop - aparat folosit în cardioscopie.
- cardioscopie - examinare a contracțiilor inimii cu ajutorul cardioscopului.
- cardiostomie - operație de deschidere a cordului; vezi și cardiotomie.
- cardiotahimetru - aparat pentru măsurarea continuă a frecvenței contracțiilor inimii; tahimetru cardiac.
- cardioterapie - tratamentul bolilor cardiace.
- cardiotocograf - instrument utilizat în cardiotocografie pentru a produce o cardiotocogramă.
- cardiotocografie - monitorizare electronică a frecvenței și ritmului cordului fetal, printr-un microfon extern sau transductor, prin aplicarea unui electrod pe scalpul fătului pentru înregistrarea unei ECG fetale.
- cardiotomie - intervenție chirurgicală (de regulă incizie) la nivelul inimii în scopul corectării unui defect cardiac; incizie a cardiei sau a regiunii stomacului din proximitatea cardiei; vezi și cardiostomie.
- cardiotopografie - anatomie topografică a inimii.
- cardiotopometrie - măsurare a ariei capacității cardiace.
- cardiovalvulotom - instrument chirurgical utilizat în incizia valvelor cardiace retractile și în reducerea stenozei.
- cardiovalvulotomie - secționare a valvulei mitrale.
- cardioversiune - restabilirea ritmului cardiac prin aplicarea de șocuri electrice pe peretele toracic cu ajutorul unui defribilator; sinonim: contrașoc.
- carpectomie - rezecție a oaselor carpului.
- casă de nașteri - vezi maternitate.
- casă de sănătate - vezi sanatoriu.
- casetă - partea metalică a punții protetice dentare.
- casoletă - cutie de metal inoxidabil, care se poate închide etanș și utilizată pentru sterilizarea și transportul halatelor, tifoanelor, instrumentelor chirurgicale etc.
- castrare - provocarea sterilității prin diverse metode:

- chirurgical: sunt eliminate testiculele/ovarele, la bărbat operația este denumită orhiectomie iar la femeie ovarectomie;
- radiologic: prin suprimarea funcțională a glandelor sexuale cu ajutorul razelor X;
- chimic: pe cale medicamentoasă, prin administrarea de compuși chimici sau de hormoni.
- catamneză - urmărire a evoluției afecțiunii unui bolnav pe baza informațiilor date de acesta după ieșirea din spital.
- cataplasmă:

- preparat cu acțiune locală, care are ca principiu activ făina de in, de muștar etc, la care se adaugă un lichid, de obicei apă, căpătând consistența unui bulion gros, și care se aplică pe piele (rece sau cald) și acționează prin propietățile sale revulsive;
- bucată de pânză pe care se întinde acest preparat, pentru a fi aplicat pe corp; altă denumire: compresă.
- cateter - instrument de metal, de cauciuc, de material plastic sau de pânză cauciucată, cu ajutorul căruia se examinează un canal normal (uretră, arteră, venă), un canal anormal (fistulă) ori un organ cavitar (nas, veziculă biliară, inimă etc.).
- cateterism - (manevră de) introducere a unui cateter într-un canal normal, într-o cavitate a organismului (arteră, esofag, vezică etc.) sau într-un orificiu al unei fistule, în scop terapeutic sau în vederea stabilirii unui diagnostic.

- cateterism cardiac - introducerea în cavitatea unui vas sangvin a unui cateter, până în cavitățile inimii pentru a-i explora funcționarea, în scopul diagnosticării unei boli cardiace și evaluării gravității sale.

- cateterizare - explorare cu ajutorul cateterului.
- catgut - fir preparat din intestin subțire de oaie, întrebuințat pentru coaserea țesuturilor sau pentru legarea vaselor sanguine.
- cauter:

- instrument chirurgical format dintr-un mâner la care este atașată o lamă (sau o ansă, un fir metalic), care poate fi adusă la incandescență la flacăra vaporilor de benzină sau cu ajutorul curentului electric (electrocauter); servește la arderea țesuturilor patologice;
- agent chimic folosit pentru cauterizare.
- cauterizare - distrugere a unui țesut viu cu ajutorul unei temperaturi înalte (termocauterizare) sau joase (criocauterizare), ori folosind efectul termic sau chimic al curentului electric (galvanocauterizare); se mai poate realiza prin agenți chimic caustici.
- cauza decesului - motivul medical oficial al morții unei persoane, consemnat de către un medic abilitat în certificatul de deces⁠(d) sau în alte documente medico-legale.
- cavernografie - radiografie a sinusului cavernos cu ajutorul unei substanțe radioopace.
- cavernoscop - instrument folosit în cavernoscopie.
- cavernoscopie - examinare a cavităților pulmonare cu ajutorul cavernoscopului.
- cavernostomie - deschidere operatorie a unei caverne tuberculoase și suturare a pereților ei la tegumente.
- cavernotomie - vezi speleotomie.
- cavografie - radiografie a unei vene cave, vizibilă prin injectarea unui lichid radioopac.
- cavogramă - diagramă obținută prin cavografie.
- cavomanometrie - studiu al presiunii din interiorul unei vene cave.
- cazuistică - ansamblu de cazuri de boală de un anumit tip, care sunt studiate de unul sau de mai mulți medici.
- câmp de tratament - zona a organismului aleasă pentru radioterapie, radiațiile fiind administrate pe o zonă bine definită, protejându-se astfel zonele învecinate.
- câmp operator:

- proțiune de piele special pregătită la nivelul căreia se desfășoară actul operatoriu;
- fâșie de pânză de bumbac sterilă cu care se delimitează plaga în timpul unei intervenții chirurgicale.
- cârlig de amniotomie - mic instrument din material plastic, în forma de cârlig, utilizat pentru practicarea amniotomiei, și care se introduce prin colul uterin.
- cârlig stomatologic - instrument stomatologic folosit pentru îndepărtarea tartrului dentar; poate fi folosit manual sau poate folosi vibrații ultrasonice.
- cecocistoplastie - mărire chirurgicală a capacității vezicale, folosindu-se cecul și colonul drept.
- cecocolostomie - anastomozare a cecului cu un segment al colonului.
- cecoileostomie - anastomozare chirurgicală a cecului cu ileonul; sinonim: ileocecostomie.
- cecopexie - intervenție chirurgicală constând în fixarea cecului.
- cecoplicatură - micșorare operatorie a cecului mărit.
- cecorafie - suturare a cecului.
- cecostomie - creare chirurgicală a unui anus artificial la nivelul cecului.
- cecotomie - deschidere a cecului pe cale chirurgicală.
- cefalocenteză - puncție cerebrală.
- cefaloscopie - examinare a capului.
- cefalostat - aparat de fixare a capului în cursul unei înregistrări fotografice sau radiologice a mișcărilor mandibulei.
- cefalotomie - vezi craniotomie.
- cefalotrib - instrument obstetrical, folosit în cefalotripsie.
- cefalotripsie - intervenție chirurgicală prin care se zdrobește capul fătului în uterul mamei, pentru a facilita scoaterea acestuia.
- celiocenteză - puncție abdominală.
- celioelitrotomie - deschidere chirurgicală a cavității abdominale pe cale vaginală.
- celioelitrostomie- deschidere operatorie a cavității abdominale pe cale vaginală.
- celioenterotomie - operație chirurgicală de deschidere a intestinului prin incizia peretelui abdominal.
- celiogastrotomie - incizie a stomacului în urma secționării abdominale.
- celiohisterectomie - operație chirurgicală de deschidere a uterului prin incizie abdominală.
- celiorafie - sutură a peretelui abdominal.
- celiosalpingectomie - secționare chirurgicală a tubului uterin prin incizie abdominală (sinonim: celiosalpingotomie).
- celiosalpingotomie - vezi celiosalpingectomie.
- celioscop - instrument optic folosit în celioscopie.
- celioscopie - metodă de examinare a cavității abdominale cu ajutorul unui instrument special, numit celioscop (vezi și laparoscopie).
- celiotomie - vezi laparotomie.
- cement -  (în stomatologie) substanță utilizată pentru obturarea spațiilor cariate și la fixarea unor proteze dentare.
- cementare - (în stomatologie) obturare a canalului unui dinte cu cement; fixare a unei proteze dentare cu cement.
- centură ortopedică - dispozitiv folosit în unele afecțiuni ale sistemului osos, pentru menținerea corpului în poziție corectă.
- cerat - medicament compus din ceară și unguent, care era folosit pentru acoperirea rănilor.
- cerclaj:

- procedeu chirurgical de reunire a fracturilor prin imobilizarea unui os fracturat cu ajutorul unui fir sau al unor lame metalice care înconjoară fragmentele osoase într-un inel;
- procedeu chirurgical de micșorare a unui orificiu care este prea larg sau care prezintă tendința spre lărgire patologică, prin intermediul unui fir care înconjoară orificiul și îl strânge.
- cerebrotomie - disecție a creierului, incizie a acestuia pentru evacuarea unui abces.
- cervicectomie - excizie a colului uterin.
- cervicopexie - fixare a colului uterin.
- cervicotomie - incizie la nivelul colului uterin.
- cezariană (sau cezarotomie) - intervenție chirurgicală care constă în extragerea unui făt viu prin deschiderea uterului pe cale abdominală, având drept scop evitarea sau scurtarea unei nașteri periculoase pentru mamă și pentru copil.
- cheag sanguin - vezi coagul.
- check-up - examen medical complet.
- cheiloplastie - intervenție de chirurgie plastică efectuată pentru restabilirea completă sau parțială a continuității uneia sau a ambelor buze.
- cheilorafie - sutură a unei buze.
- cheilostomoplastie - refacere chirurgicală a buzelor și a gurii.
- cheilotomie- incizie operatorie a buzelor.
- chelațiune - tratament al unei intoxicații printr-un agent chimic.
- chemoterapie - tratament al unor boli cu ajutorul substanțelor chimice; altă denumire: chimioterapie.
- cheratocenteză - puncție chirurgicală a corneei.
- cheratolitic - substanță decapantă.
- cheratometrie - (scris și keratometrie) măsurare a curburii corneei cu ajutorul cheratometrului; altă denumire: oftalmometrie.
- cheratometru - instrument pentru măsurarea curburii corneei.
- cheratoplastie - (scris și keratoplastie) intervenție chirurgicală care constă în înlocuirea corneii bolnave cu un transplant de cornee umană normală.
- cheratoproteză - (scris și keratoproteză) grefa unui implant inert, transparent la nivelul corneei; înlocuire a centrului unei cornee opace cu material sintetic transparent.
- cheratoscop - (scris și keratoscop) instrument marcat cu linii și careuri care permite observarea luminii refractate pe suprafața anterioară a corneei și a eventualelor neregularități în caz de astigmatism; altă denumire: astigmometru.
- cheratoscopie -  măsurarea refracției ochiului prin interpretarea optică a unei umbre care apare în câmpul pupilar; alte denumiri: schiascopie, pupiloscopie, retinoscopie.
- cheratotom - instrument chirurgical în formă de cuțitaș, folosit în cheratotomie.
- cheratotomie - secționare a corneei.
- cheriterapie - folosire terapeutică a băilor de parafină.
- chimioprofilaxie - profilaxie a bolilor infecțioase cu ajutorul substanțelor chimioterapice.
- chimiopunctură - variantă modernă a acupuncturii, care constă în introducerea de substanțe obținute din extracte naturale, în doze foarte mici, în punctele de acupunctură.
- chimiosterilizare - sterilizare cu substanțe chimice.
- chimioterapie - vezi chemoterapie.
- chinetoterapie - terapeutică prin diferite activități ce presupun mișcare; alte denumiri: chineziterapie, kinetoterapie.
- chineziterapie - vezi chinetoterapie.
- chirograf - aparat pentru reeducarea degetelor unui mutilat.
- chirurgie - ramură a medicinei care studiază bolile pentru a căror vindecare este necesară o intervenție operatorie; vezi și mică chirurgie.

- chirurgia mâinii - specialitate în domeniul ortopediei și chirurgiei plastice care se concentrează pe diagnosticul și tratamentul afecțiunilor, leziunilor și traumelor care afectează mâinile, încheieturile și antebrațele.
- chirurgie endocrină - ramură a chirurgiei care se concentrează pe intervențiile chirurgicale efectuate la nivelul glandelor endocrine.
- chirurgie estetică - chirurgie care are drept scop corectarea unor defecte nepatologice, pentru îmbunătățirea aspectului estetic al anumitor părți ale corpului.
- chirurgie laparoscopică - vezi laparoscopie.
- chirurgie minim invazivă⁠(d) - ramură a chirurgiei care utilizează tehnici speciale pentru a efectua intervenții chirurgicale cu traumatisme minime asupra corpului pacientului și care implică utilizarea unor instrumente speciale și a unei tehnologii avansate pentru a accesa zona afectată a corpului printr-o serie de incizii mici, în locul inciziilor mari deschise folosite în chirurgia tradițională.
- chirurgie oftalmologică - ramură a chirurgiei care se concentrează pe intervențiile chirurgicale efectuate pentru tratarea problemelor și afecțiunilor ochilor.
- chirurgie oncologică - ramură a chirurgiei care are ca obiectiv diagnosticul, tratamentul și îndepărtarea tumorilor, în spceial a celor maligne din corpul uman.
- chirurgie paliativă - ramură a chirurgiei care se concentrează pe îmbunătățirea calității vieții pacienților care suferă de boli grave, cronice sau terminale, prin ameliorarea simptomelor și a suferinței asociate.
- chirurgie plastică - chirurgie care are drept scop reconstruirea formelor anatomice normale (în special ale feței), precum și corectarea unor malformații, traumatisme sau sechele ale unor intervenții chirurgicale.

- chistectomie - extirpare a unui chist (hidatic).
- chistografie - metodă radiologică de evidențiere a unui chist.
- chiuretaj - vezi raclaj.
- chiuretă - instrument chirurgical metalic, cu o extremitate excavată în formă concavă, cu margini ascuțite sau boante, de dimensiuni diferite, folosit la chiuretaj.
- cicatrice - țesut conjunctiv care înconjoară buzele unei plăgi operatorii sau traumatice, înlocuind țesutul pierdut.
- cicatrizare - procesul de vindecare a unei plăgi.
- ciclotom - instrument chirurgical folosit în ciclotomie.
- ciclotomie - incizie a mușchiului ciliar.
- cineangiografie - studiu radiocinemato-grafic al vaselor sangvine opacifiate cu un mediu de contrast iodat hidrosolubil.
- cinecardioangiografie - studiu radio-cinematografic al cavităților cardiace și al vaselor mari de la baza inimii cu un mediu de contrast iodat hidrosolubil.
- cinedensigrafie - procedeu explorator bazat pe excitarea inegală, variată, a unor fotocelule de către un fascicul de radiații X care străbat organismul, pentru investigația inimii, a vaselor pulmonare și a plămânilor.
- cinematizare - procedeu de amputare a bonturilor, folosind contracțiile mușchilor ce se inserează pe partea amputată, pentru acționarea ulterioară a unor proteze mecanice.
- cineradiografie - tehnică radiologică ce permite redarea de imagini în mișcare.
- circumcluzie - comprimare a unei artere cu ajutorul unui fir de sârmă.
- circumscripție sanitară - unitate teritorială de bază în sistemul de ocrotire a sănătății.
- cistectomie - operație chirurgicală de ablație a vezicii urinare.
- cistocromoscopie - vezi cromocistoscopie.
- cistofotografie - fotografie a interiorului vezicii urinare.
- cistolitotomie - ablație chirurgicală a unui calcul din vezica urinară.
- cistometrogramă - grafic reprezentând variațiile presiunii intravezicale în funcție de conținutul și puterea de contracție a mușchiului vezical.
- cistometrie - măsurarea presiunii intravezicale, în funcție de conținutul din vezicii urinare și de puterea de contracție a mușchiului vezical.
- cistometru - instrument pentru măsurarea presiunii intravezicale.
- cistopexie - fixare chirurgicală a vezicii urinare.
- cistopielografie - radiografie a vezicii urinare și a pelvisului ureteric.
- cistoplastie - închidere chirurgicală a unei fistule vezico-vaginale.
- cistoproctostomie - operație chirurgicală pentru stabilirea comunicației între vezica urinară și rect; sinonim: cistorectostomie.
- cistoradiografie - radiografie a vezicii urinare, după injectarea unei substanțe opace la razele X.
- cistorafie - operație de suturare a vezicii urinare.
- cistorectostomie - vezi cistoproctostomie.
- cistoscop - instrument prevăzut cu un dispozitiv optic, care permite examinarea interiorului vezicii urinare.
- cistoscopie - examinarea vezicii urinare cu ajutorul cistoscopului.
- cistosfincteromanometrie - metodă medicală de explorare a funcției vezicale, bazată pe studierea proprietăților mușchiului vezical și a sfincterelor sale, printr-o înregistrare grafică realizată cu ajutorul cistosfincteromanometrului.
- cistosfincteromanometru - aparat utilizat în cistosfincteromanometrie.
- cistotom - instrument chirurgical utilizat în cistotomie.
- cistotomie - intervenție chirurgicală de incizie a vezicii urinare.
- cistotrahelografie - metodă radiologică de explorare a zonei colului vezical, prin introducerea în vezică a unei substanțe de contrast.
- cistotrahelotomie - incizie chirurgicală a colului vezicii urinare.
- cistoureterogramă - radiografie a vezicii urinare și a ureterelor, utilizându-se o substanță radioopacă.
- cistoureteronefrectomie - ablație chirurgicală a rinichiului și a ureterului corespunzător, cu grefă din vezică la locul de implantare.
- citometrie - numărare sau măsurare a celulelor din sânge.
- citoscopie - metodă de diagnosticare bazată pe studiul microscopic al celulelor prelevate din organism.
- citoterapie - utilizarea celulelor embrionare în scop terapeutic.

### Cl - Cz
- clismă - introducere pe cale rectală, în scop terapeutic, a unui lichid, în vederea destinderii intestinului gros pentru evacuarea forțată a materiilor fecale.
- cloroformizare - administrare a cloroformului prin inhalație, în scopul obținerii unei anestezii generale; chirurgia modernă a renunțat la utilizarea cloroformului, dată fiind toxicitatea acestuia.
- coágul - cheag format prin coagularea fibrinei din sânge.
- coagulogramă - test care permite diagnosticarea unei coagulopatii; buletin care cuprinde rezultatul unui astfel de test.
- coajă - crusta unei răni care începe să se cicatrizeze.
- coccigectomie - excizie chirurgicală a coccisului.
- cobai:

- mic mamifer rozător, folosit pentru experiențe de laborator; orice animal utilizat în acest scop;
- persoană ca subiect de experimentare.
- colabare - proces de turtire spontană sau provocată a unui organ.
- colapsoterapie - turtire chirurgicală a unui plămân în vederea punerii lui în repaus și a accelerării cicatrizării leziunilor.
- colposcopie - examen optic direct al vaginului și al colului uterin cu ajutorul unui aparat numit colposcop.
- comisurotomie - vezi valvulotomie.
- compresă:

- bucată de pânză îndoită de mai multe ori, îmbibată cu alcool, cu apă sau cu o soluție medicamentoasă și care se aplică pe o plagă în scop terapeutic; vezi și cataplasmă.
- bucată de tifon sterilizată, care se aplică ca pansament sau cu care se curăță de sânge plaga operatorie în cursul unei intervenții chirurgicale.
- consimțământ - în etica medicală⁠(d), acordul liber și informat al unui pacient de a primi un anumit tratament medical sau de a participa la un studiu de cercetare; cuprinde aspectele: informații adecvate, capacitate de înțelegere, decizie voluntară.
- contraceptiv - vezi anticoncepțional.
- contrașoc - vezi cardioversiune.
- contravizită - vizita efectuată de medic în saloanele spitalului, pentru a controla îndeplinirea indicațiilor de tratament, starea bolnavilor etc.
- control sanitar - activitate prin care organele medicale de specialitate cercetează din punct de vedere igienic și sanitar starea unor produse alimentare, a instalațiilor de aprovizionare cu apă a societăților comerciale etc.
- controlul hemoragiei - în cadrul acordării primului ajutor, totalitatea acțiunilor care opresc hemoragia unui pacient care a suferit un traumatism sau care are o afecțiune care a provocat sângerare.
- cordon sanitar - totalitatea măsurilor de izolare la care este supusă o regiune sau o țară în care s-a răspândit o boală infecțioasă.
- cordotomie:

- secționare chirurgicală a cordoanelor nervoase antero-laterale ale măduvei spinării; se practică în unele cazuri de cancer, tabes pentru calmarea durerilor bolnavilor;
- secționarea chirurgicală a unei coarde vocale în caz de îmbolnăvire a acesteia (tuberculoză, tumoare).
- coronarografie - vezi angiografie coronariană.
- corset ghipsat - aparat gipsat, mulat pe trunchi; servește la imobilizarea într-o anumită poziție a coloanei vertebrale (în caz de fractură, de osteomielită, de infecție tuberculoasă) sau la corectarea deviațiilor (scolioză, cifoză).
- cranioclast - vezi cranioclazie.
- cranioclazie - operație obstetricală de zdrobire și de extragere a craniului unui făt mort, realizat cu ajutorul unui instrument numit cranioclast.
- craniograf - aparat care permite radiografia craniului.
- cranioplastie - operație chirurgicală de transplantare și degrefare a unui material osos la nivelul bolții craniene.
- craniostat - dispozitiv utilizat pentru localizarea și fixarea craniului, în vederea executării unei radiografii sau pentru măsurarea și desenarea acestuia.
- craniotomie:

- operație chirurgicală de deschidere sau perforare a craniului fetal în cursul nașterii, în caz de hidrocefalie sau făt mort; sinonim: cefalotomie;
- deschidere chirurgicală a craniului pentru a-i explora conținutul.
- crin de Florența - fir rezistent de mătase, neresorbabil, folosit în chirurgie la coaserea rănilor; e fabricat din secreția glandelor sericigene ale unor viermi de mătase.
- criocauter - instrument care servește la distrugerea prin congelare a unor formații cutanate patologice (negi, cheloide etc.) cu ajutorul zăpezii carbonice.
- crisoterapie - vezi auroterapie.
- cromocistoscopie - examinare cu cistoscopul a funcțiunii renale și a permeabilității uretrelor prin injectarea intravenoasă a unei substanțe colorante care se elimină prin urină; altă denumire: cistocromoscopie.
- Crucea Roșie - asociație voluntară internațională, care acordă ajutor celor răniți și bolnavi și ia măsuri pentru prevenirea epidemiilor.
- cusătură - acțiunea de a îmbina între ele marginile unei plăgi, cu ajutorul unui fir, după o intervenție chirurgicală.

## D
- deaferentare - secționare a rădăcinilor posterioare ale măduvei spinării, cu scopul de a întrerupe căile nervoase aferente (care vin din diferite segmente ale organismului către creier); se practică mai mult experimental.
- decapsulare - îndepărtare chirurgicală a membranei care acoperă rinichiul; constituie unul dintre tratamentele nefritei cronice.
- decerebrare - îndepărtarea a emisferelor cerebrale; se practică experimental pe diferite animale în scopul studierii activității sistemului nervos central.
- decolare - separare chirurgicală a două planuri tisulare.
- decorticare - îndepărtare chirurgicală a părții corticale a unor organe (creier, rinichi).
- deontologie medicală - totalitatea normelor de conduită și obligațiilor etice ale profesiunii medicale.
- depistare - acțiunea de descoperire a focarului unei boli, a cazurilor de boală sau a transmițătorilor acesteia.
- dermatom:

- zonă delimitată a pielii, corespunzând ramificațiilor senzitive ale unui nerv rahidian;
- instrument chirurgical cu ajutorul căruia se pot tăia fragmente foarte subțiri de piele în vederea transplantării lor.
- deschidere - efectuare a unei incizii sau a unei intervenții chirurgicale într-o rană, într-un organ al corpului.
- dezarticulare - intervenție chirurgicală prin care se realizează amputarea unui segment de membru sau a unui membru în totalitate, la nivelul unei articulații.
- dezinfectare (sau dezinfecție) - procesul care are ca rezultat eliminarea de pe o suprafață sau un obiect a majorității microbilor și microorganismelor.
- dezinserție - intervenție chirurgicală prin care se desprinde un mușchi sau un tendon de la locul de fixare pe os.
- dispensar - unitate medico-sanitară care asigură asistența curativ-profilactică a bolnavilor de pe un anumit teritoriu.
- dizigot - vezi bivitelin.
- "dolor" - vezi "calor".
- dren (tub de ~) - tub confecționat din cauciuc, aluminiu, argint, sticlă cu care se efectuează drenarea.
- drenare - metodă chirurgicală prin care se facilitează scurgerea secrețiilor dintr-o plagă operatorie sau accidentală și care se efectuează cu ajutorul tuburilor de dren și al meșelor de bumbac.
- drepturile pacientului - standarde legale și de etică medicală⁠(d) care protejează interesele și bunăstarea persoanelor care primesc îngrijiri medicale și care sunt recunoscute în legislația și practicile medicale din multe țări, fiind esențiale pentru asigurarea unui tratament corect și uman; aspecte: dreptul la îngrijiri medicale de calitate, dreptul la consimțământ informat, dreptul la confidențialitate, dreptul la a doua opinie.

## E
- ECMO - (abreviere pentru oxigenare cu membrană extracorporală) dispozitiv pentru acordare suport cardiac și respirator prelungit.
- electroanestezie - anestezie bazată pe folosirea curenților electrici.
- electrocardiografie - metodă de investigație a funcțiunilor inimii prin înregistrarea grafică a tensiunii și a curenților electrici care însoțesc activitatea mușchiului cardiac.
- electrocardiogramă - înregistrare grafică a tensiunii și a curenților electrici care însoțesc activitatea musculară a inimii.
- electrocauter - instrument care servește la arderea țesuturilor patologice, este alcătuit dintr-o tijă metalică ce se încălzește sub acțiunea curentului electric.
- electrocoagulare - metodă chirurgicală bazată pe coagularea celulelor unui neoplasm cu ajutorul unui curent electric de înaltă frecvență.
- electronarcoză - narcoza produsă prin acțiunea curentului electric asupra creierului (sinonim: galvanonarcoză).
- electropunctură - metodă de tratament constând în trecerea unui curent electric prin țesuturi cu ajutorul unor ace (sinonim: galvanopunctură).
- elongație - proces de extensiune a ligamentelor.
- elongația nervilor - tratament care constă în tracțiunea exercitată asupra unui nerv pentru a face să dispară durerile produse de nervul respectiv (de exemplu în sciatică).
- EMedicine - website ce constituie o bază de cunoștințe medicale de nivel profesional, actualizate continuu și cu acces liber.
- endoscop -  aparat prevăzut cu sisteme optice și de iluminat, folosit pentru cercetarea cavităților interne ale corpului.
- endoscopie - metodă de examinare pe viu a unui organ cavitar sau tubular al corpului cu ajutorul endoscopului.
- enucleare - extirpare a unui organ, a unei tumori circumscrise, a unui chist, prin separarea structurii respective de țesuturile învecinate.
- epurarea apelor - îndepărtarea factorilor nocivi (microbi, substanțe toxice) din apele impure, provenite de la industrii sau așezări umane.
- eroziune - ulcerație ușoară, superficială a pielii sau a mucoaselor, datorită îndepărtării epiteliului de suprafață din cauza unor agenți fizici, chimici, mecanici sau în urma unei inflamații (sinonim: excoriație).
- etică medicală⁠(d) - domeniu al eticii aplicate care se ocupă cu analiza și soluționarea problemelor morale și dilemelor întâlnite în practica medicală, scopul fiind asigurarea că deciziile și acțiunile profesioniștilor din domeniul sănătății respectă principiile morale fundamentale și drepturile pacienților.
- etuvă - aparat metalic folosit pentru sterilizare și deparazitare, prin mijloace fizice și chimice.
- evaginare:

- protruzia unui organ sau structuri;
- ieșire din membrană, teacă sau înveliș.
- eventrație - dehiscență a mușchilor și aponevrozelor, consecutivă unui act operator sau unui traumatism și prin care o parte a conținutului abdominal, învelit în sacul peritoneal, ia contact direct cu fața profundă a pielii.
- evulsie - vezi avulsiune.
- examen medical periodic - controlul stării de sănătate a populației prin examinarea medicală la anumite intervale, pentru a fi descoperite, în fază incipientă, anumite cazuri de îmbolnăviri.
- excizie - extirpare a unei porțiuni de țesut cu ajutorul unui instrument chirurgical (exemplu: mutilarea genitală la femei).
- excoriație - vezi eroziune.
- exereză - act chirurgical prin care se excizează, amputează, extrage sau enuclează segmente, porțiuni de țesuturi sau organe lezate, în scopul vindecării (vezi și ablațiune, extirpare).
- explorare - examinare, investigație clinică sau de laborator, efectuată în vederea stabilirii diagnosticului bolii.
- explorare chirurgicală - prima etapă a oricărei intervenții chirurgicale, după deschiderea abdomenului, prin care se confirmă diagnosticul și se poate fixa tehnica operatorie.
- exsanguinotransfuzie - înlocuire totală a sângelui unui individ cu sânge transfuzat; se practică în caz de intoxicații grave, leucemie etc.
- exsudat - lichid bogat în albumină care trece din sânge în țesutul interstițial sau într-o cavitate naturală a organismului (cavitatea pleurală, peritoneală etc.); apare în cursul unor procese inflamatorii (pleurezie, peritonită, pericardită etc.).
- extensie - mișcare de întindere, desfășurare sau alungire a unei extremități sau a trunchiului; se practică în caz de luxație sau de fractură.
- extirpare - acțiunea de înlăturare prin metode chirurgicale a unei părti sau a unui organ (vezi și ablațiune, exereză).
- extracție - operație de îndepărtare a unui corp străin introdus accidental în organism (schije etc.) sau a unei structuri care provoacă dureri (dinți).

- extracție dentară - îndepărtarea din alveola dentară a unui dinte irecuperabil (din motive ca: parodontoză, carie dentară, traumatism).

## F
- fals pozitiv și fals negativ⁠(d) - termeni utilizați pentru a descrie erorile posibile în interpretarea rezultatelor testelor medicale, în primul caz, rezultatul unui test indică prezența unei boli sau condiții, deși persoana testată nu are acea boală, iar în al doilea - rezultatul unui test indică absența unei boli sau condiții, deși persoana testată are acea boală.
- faradizare - aplicare a curenților de inducție în scop terapeutic, de exemplu: combaterea paraliziei musculare.
- fibroscop - endoscop din fibre optice, care permite explorarea cavităților profunde ale organismului.
- fișă de sănătate - document în care se trec date în legătură cu sănătatea cuiva.
- fixarea complementului - metodă de laborator pentru diagnosticarea unor boli bacteriene sau virotice; reacția Bordet-Wassermann se bazează pe această metodă.
- flambare - metodă de sterilizare a obiectelor neimflamabile, constând în trecerea lor prin flacără.
- flebotomie - secționare a unei vene în vederea extragerii unei cantități de sânge, a introducerii unei sonde etc. (sinonim: venesecție).
- flictenă - vezi bulă.
- floră microbiană - totalitatea microorganismelor vegetale (bacterii, actinomicete, drojdii, mucegaiuri etc.) dintr-un mediu natural (sol, apă, aer, alimente) sau din cavitatea bucală (flora microbiană bucală), intestin (floră intestinală) etc.
- fluorizare - tratare cu fluor a apei potabile, ca măsură de reducere sau de prevenire a cariilor dentare.
- fluorografie - examinare medicală a unor organe interne prin fotografierea imaginii lor de pe un ecran fluorescent pe o peliculă fotografică.
- foarfece - instrument chirurgical format din două cuțite care acționează în același plan și care servește la tăierea și disecția de țesuturi, suturi și pansamente.
- focar de infecție - centru al unui proces inflamator, loc în care se colectează puroiul; loc de unde se pot răspândi microbi provocatori de infecții.
- forceps - intrument utilizat în obstetrică în timpul nașterilor dificile pentru a extrage fătul viu; se compune din două piese în formă de lingură care prind între ele capul fătului.
- fotofor - lampă frontală folosită în otorinolaringologie.
- fototerapie - tratament medical care foloseste radiațiile solare sau ale unei surse artificiale de lumină, indicat în rahitism, tuberculoză osoasă etc.
- fractură - rupere a unui os în urma unui traumatism sau a unei contracții musculare violente.
- fractură cominutivă - fractură în care osul este rupt în mai multe fragmente, numite eschile.

## G
- galenism - doctrină a lui Galenus, conform căreia bolile s-ar datora dezechilibrului dintre cele patru umori: sângele, flegma, bila neagră și bila galbenă.
- galvanocauter - instrument chirurgical constituit dintr-un suport și un fir metalic care devine incandescent sub acțiunea curentului electric; servește la cauterizarea traiectelor fistuloase, la secționarea polipilor etc.
- galvanonarcoză - vezi electronarcoză.
- galvanopunctură - vezi electropunctură.
- galvanoterapie - tratament cu ajutorul curentului electric continuu.
- gardă - serviciu (în afara orelor de program) al unui medic sau asistent pentru cazurile urgente.
- garou - bandă sau tub, de obicei din cauciuc, care servește la întreruperea temporară a circulației sanguine într-o regiune a corpului prin compresiunea circulară a regiunii respective.
- gastrectomie - rezecție parțială sau totală a stomacului, practicată în cazuri de ulcer gastroduodenal, tumori benigne sau maligne ale acestuie organ.
- granulom:

- tumoare de dimensiuni reduse, apărută în urma unui proces inflamator (sifilis, tuberculoză);
- țesut inflamat care apare la rădăcina unui dinte în urma unui abces cronic.
- grefă - fragment de țesut sau organ transplantat dintr-o regiune în alta a corpului (autogrefă sau izogrefă), de la un organism la altul aparținând aceleiași specii (homogrefă) sau unei specii diferite (heterogrefă).
- grefon - vezi grefă.
- grupă sanguină - fiecare dintre cele patru categorii în care se poate clasifica sângele unui individ, în funcție de prezența sau absența unui antigen pe suprafața eritrocitelor acestuia.
- gutieră - aparat folosit în chirurgie pentru susținerea unui membru fracturat.

## H
- habitus - aspectul exterior al unui individ, ca prim criteriu de apreciere a stării de sănătate a acestuia.
- Heimlich, manevră ~ - procedură de prim ajutor utilizată pentru a trata obstrucțiile căilor respiratorii superioare (sau sufocarea) cu obiecte străine.
- hemocultură - analiză medicală de laborator⁠(d) utilizată pentru a detecta prezența microorganismelor, cum ar fi bacterii sau fungi, în sânge pentru diagnosticarea infecțiilor sistemice⁠(d) (cum  ar fi bacteriemia), inclusiv a septicemiei, și pentru a determina cauza exactă a infecției, permițând alegerea unui tratament antibiotic sau antifungic adecvat.
- hemostază - oprire a unei hemoragii (prin procedee medicale sau chirurgicale), mai ales în timpul unei intervenții chirurgicale.
- hidrochineziterapie (hidrokineziterapie) - tratament medical cu ajutorul mișcărilor și exercițiilor în apă.
- hidroterapie - folosirea terapeutică a apei la diverse temperaturi, sub formă de băi, aburi, dușuri etc.
- hidrotermoterapie - utilizare terapeutică a apelor termale.
- hidrotomie - procedeu de disecție, constînd în injectarea arterelor cu apă sub presiune.
- histerectomie - îndepărtare chirurgicală, parțială sau totală, a uterului.
- histeroscopie - examinare a cavității uterine cu ajutorul unui instrument optic special.
- hormonoterapie - terapia medicamentelor de substituție, folosita în cazul insuficiențelor glandulare și care constă în administrarea de hormoni naturali sau de analogi sintetici ai acestora.

## I
- iatrogenie - producere a unei boli în urma administrării îndelungate sau excesive de medicamente sau a unui malpraxis.
- igienă:

- ramură a medicinei care elaborează normele de apărare a sănătății și formele de aplicare a acestor norme;
- ansamblu de reguli și de măsuri pentru păstrarea sănătății.
- ileocecostomie - vezi cecoileostomie.
- implantare - metodă terapeutică care constă în introducerea în țesutul subcutanat sau în mușchi, după incizie, a unui medicament sub formă de cristal, care se resoarbe treptat.
- incizie - secționare a țesuturilor, realizată cu bisturiul sau cu un alt instrument chirurgical.
- incizie Pfannenstiel - incizie în zona supra-pubiană, utilizată în intervenția cezariană și în histerectomie.
- infiltrație - injectare a unei părți a organismului cu un medicament.
- infirmier - vezi brancardier.
- inhalator - stabiliment, în stațiile termale, în care pacienții sunt expuși vaporilor, gazelor și emanațiilor ce se degajă din izvoare.
- injecție - introducerea unui medicament lichid într-un organism cu ajutorul unei seringi.

- injecție subcutanată - injecție sub formă de bolus în țesutul subcutanat, direct sub dermă și epidermă.

- instrument chirurgical - dispozitiv, aparat folosit cu un anumit scop la intervenții chirurgicale.
- intern - student în medicină admis pe bază de concurs să facă practică la un spital; medic angajat (prin concurs) la un spital.
- internare

- instalare a unui bolnav într-un spital pentru tratament; spitalizare;
- încredințare unui institut specializat pe un minor sau pe cineva suferind de o anomalie fiziologică sau psihică.
- interpoziție ileală - procedură chirurgicală în care o bucată de ileon este plasată într-o poziție anormală sau este intercalată între două segmente ale intestinului pentru a rezolva o problemă medicală specifică.
- intervenție chirurgicală - vezi operație (chirurgicală).
- intraosos - mod de injectare a medicamentelor direct în măduva osoasă.
- intravenos - mod de administrare a medicamentelor sau a lichidelor nutritive direct în venă.
- inversiune uterină - deplasare spre înapoi și evaginare în zona perimetrică a uterului.
- investigație medicală - proces de examinare detaliată a stării de sănătate a unui pacient, realizată cu scopul de a identifica, diagnostica sau monitoriza o afecțiune și care include diverse metode și tehnici, cum ar fi analize de laborator, teste imagistice sau proceduri clinice.
- irigație - spălarea unei cavități a organismului cu o soluție medicamentoasă.
- izoletă - dispozitiv etanș, cu presiune negativă și aparatură de ventilație proprie, pentru transportul anumitor tipuri de bolnavi cu potențial contagios extrem.

## Î
- îmbălsămare - conservare a unui cadavru prin introducerea intraarterială de substanțe care împiedică procesul de putrefacție
- îmbătrânire - trecere treptată și ireversibilă a organismelor vii în starea de bătrânețe.
- înlocuirea valvulară aortică transcateter⁠(d) - (TAVI) procedura de chirurgie cardiovasculară minim invazivă folosită pentru tratarea stenozei aortice severe prin înlocuirea valvei aortice⁠(d) cu o proteză valvulară⁠(d).
- înțărcare - încetare a hrănirii sugarului cu lapte matern și înlocuirea acestuia cu lapte de vacă și diverse preparate alimentare.

## J
- javelizare - procedeu de sterilizare chimică a apei potabile prin adăugarea unor cantități mici de hipocloriți alcalini.

## K
- keratometrie - vezi cheratometrie.
- keratoplastie - vezi cheratoplastie.
- keratoproteză - vezi cheratoproteză.
- keratoscop - vezi cheratoscop.
- kineziterapie - vezi chinetoterapie.

## L
- laminectomie - intervenție neuro-chirurgicală care constă în îndepărtarea apofizelor vertebrale; se practică în operațiile pe măduva spinării.
- lanțetă - instrument chirurgical având o lamă cu două tăișuri, care se folosește la vaccinări, incizii etc.
- laparoscopie - metodă de investigare a cavității abdominale cu ajutorul unui instrument optic (bazat pe principiul periscopului) introdus prin peretele abdominal (sinonim peritoneoscopie; vezi și celioscopie).
- laparatomie - deschidere chirurgicală a abdomenului pentru a ajunge la organele conținute în acesta; sinonim: celiotomie.
- lesbianism - atracția emoțională și de obicei erotică a unei femei pentru alte femei. (sinonime: safism, tribadism).
- leucocidină - substanță toxică secretată de unele bacterii patogene (streptococi, stafilococi), care distruge și dezinfectează leucocitele, împiedicând astfel fagocitarea bacteriilor care produc leucocidină.
- leucocită -  globulă albă din sânge, care are un rol important în protejarea organismului împotriva microbilor.
- leucopoeză - proces de formare și de maturație a leucocitelor.
- ligatură - legare provizorie sau definitivă, cu fir de ață, mătase, catgut a unui vas sangvin, a intestinului, ureterului, coledocului etc., pentru a închide lumenul (orificiul) lor.
- limfocit - leucocită care se găsește în limfă și în sânge, reprezentând 90% și respectiv 25% din totalul leucocitelor; nu posedă proprietăți fagocitare, dar joacă un rol important în procesul de imunitate, prin sinteza și elaborarea gammaglobulinelor.
- liză - proces de dezintegrare și de dizolvare a celulelor microbiene; poate avea loc în urma îmbătrânirii culturii, sub acțiunea temperaturilor ridicate (45-55 oC) sau a fermenților proteolitici proprii (autoliză).
- lobotomie - secționare chirurgicală a unor fibre sau fascicule nervoase dintr-un lob cerebral.

## M
- macrofag - fagocit mare capabil să înglobeze și să digere bacteriile, resturile de celule și alte particule eterogene sau toxice pentru organism (vezi și monocit).
- malpraxis - termen juridic care se referă la o conduită profesională greșită, neglijență sau neglijare din partea unui medic, care are ca rezultat vătămarea sau prejudicierea unei pacient; implică o abatere de la standardele de practică acceptate în domeniu, ceea ce poate duce la daune fizice, psihice sau financiare pentru acesta.
- marker:

- factor de mare frecvență la suferinzii de o anumită afecțiune, servind pentru identificarea unei populații bolnave în cadrul populației generale;
- substanță ușor identificabilă datorită proprietăților sale (fluorescență, radioactivitate, afinitate pentru anumite țesuturi sau celule), introdusă în organism sau într-un produs organic pentru exploatări funcționale și morfologice precise (exemplu: iodul radioactiv injectat în sânge se fixează în glanda tiroidă).
- mască de oxigen - dispozitiv care acoperă gura și nasul, pentru transferarea în plămâni a oxigenului dintr-un recipient, necesar respirației
- maternitate - instituție medico-sanitară în care se acordă mamelor, la naștere, asistență calificată; altă denumire: casă de nașteri.
- medic - persoană care profesează medicina pe baza unor studii superioare de specialitate; specialist în medicină, doctor.

- medic de familie - medic care acordă asistență medicală și îngrijiri, în mod constant, unui bolnav sau unei familii, în baza unui contract de asigurări medicale.-
- medic pediatru - medic care se ocupă cu studiul și tratarea bolilor întâlnite la copii.
- medic primar - grad în ierarhia cadrelor medicale, superior medicului specialist, care se obține în urma unui concurs; persoană care are acest grad.

- medicament - substanță sau combinație de substanțe prezentată sub formă farmaceutică, utilizată în scopul prevenirii, diagnosticării, tratării, ameliorării sau vindecării bolilor.

- medicament fără prescripție - medicament care poate fi achiziționat fără a fi necesară o rețetă emisă de un medic; astfel de medicamente sunt reglementate de autoritățile naționale de sănătate pentru a se asigura că sunt sigure și eficiente atunci când sunt utilizate corect.

- Medici fără frontiere - asociație nonguvernamentală care are ca obiectiv acordarea de asistență medicală unor populații care au ori au avut de suferit de pe urma războaielor sau a unor calamități naturale.
- medicină - știință care are ca obiect păstrarea și restabilirea sănătății și care studiază în acest scop procesele fizice, chimice și biologice ale vieții, structurile și funcțiile organismului, cauzele și mecanismele de producere a bolilor, precum și mijloacele de diagnosticare, tratare și prevenire a lor.

- medicină a muncii - specialitatea medicală care se ocupă cu examinarea aptitudinii pentru muncă la angajare, examinări periodice și reinserție ocupațională.
- medicină a stilului de viață - abordare medicală care se concentrează pe promovarea unui stil de viață sănătos și pe prevenirea și tratarea bolilor prin schimbări ale stilului de viață, prevenindu-se astfel anumite afecțiuni cronice, cum ar fi diabetul, bolile cardiovasculare și unele forme de cancer.
- medicină bazată pe dovezi - concepție medicală apărută prin anii 70' ai secolului al XX-lea, care susține că medicina trebuie să se concentreze pe obiectivitate, pe dovezi, pe meta-analiză, pe folosirea metodică, algoritmică, a totalității ramurilor medicinei, minimalizând rolul intuiției clinicianului.
- medicină defensivă - termen care se referă la practicile și deciziile medicale adoptate de către medici, nu neapărat pentru a asigura cel mai bun tratament pentru pacient, ci pentru a se proteja pe ei înșiși împotriva posibilelor procese de malpraxis; poate implica fie proceduri suplimentare inutile, fie evitarea unor tratamente riscante, dar potențial benefice, din teama de a fi acuzați de neglijență sau de a fi implicați într-un litigiu.
- medicină reproductivă - ramură a medicinei care se concentrează pe evaluarea și tratamentul problemelor legate de fertilitate și reproducerii umane; aceasta implică utilizarea tehnologiilor medicale și chirurgicale pentru a ajuta cuplurile sau indivizii să conceapă și să aibă copii.

- megalocit - hematie de dimensiuni mai mari decât cele normale; apare în sânge în anemia pernicioasă.
- meningococ - (Neisseria meningitidis) specie de diplococ, gram-negativ, agentul patogen al meningitei.
- menopauză artificială - suprimare a menstruației, ca urmare a îndepărtării chirurgicale a ovarelor sau a reducerii funcțiilor endocrine ale acestora prin iradierea cu raze Roentgen.
- meșă - fâșie de tifon care se introduce în plăgi în scop hemostatic sau pentru a favoriza cicatrizarea lor.
- metodă anatomoclinică - metodă de observație constând în a recunoaște pe viu, prin intermediul simptomelor precise, modificările patologice ale organelor profunde.
- mezenchím - țesut conjunctiv embrionar din care este alcătuită cea mai mare parte a mezodermului și din care se formează ulterior vasele sangvine și limfatice, țesutul conjunctiv etc.
- mezoderm - foiță mijlocie a embrionului, care are în parte structură epitelială (mezodermul epitelial), iar în parte este formată din celule de formă neregulată desprinse din mezodermul epitelial (mezenchimul) (vezi și foițe embrionare).
- mezofile - (despre unele microorganisme) care se dezoltă la temperaturi cuprinse între +3 și 45oC, temperatura optimă fiind cuprinsă între 20 și 37oC; exemple: unele bacterii saprofite, ciuperci, bacteriile patogene.
- mica chirurgie - parte a chirurgiei care se ocupă cu efectuarea intervențiilor chirurgicale mai ușoare, care nu necesită amenajarea unei săli de operație și pot fi efectuate într-o sală de consultații, de pansamente, la domiciliul bolnavului sau la locul accidentului.
- micobacterii - bacterii în formă de bastonașe, uneori ramificate, sau în formă de cocobacili; exemple: Mycobacterium tuberculosis (bacilul Koch), Mycobacterium leprae (agentul patogen al leprei).
- microbiologie medicală - disciplina care se ocupă cu identificarea, diagnosticul, prevenirea și tratamentul infecțiilor cauzate de microorganisme patogene la om, având un rol esențial în controlul bolilor infecțioase și în aplicarea terapiilor antimicrobiene.
- microbism - stare de infectare a organismului cu microbi.
- microbism latent - prezență în organism a unor microbi temporar inofensiv, datorită reacțiilor de apărare ale organismului, dare care în anumite împrejurări devin patogeni.
- micrococi - bacterii sferice, izolate sau grupate în aglomerări neregulate ori în ciorchine, gram-pozitive (exemple: stafilococii, streptococii).
- microtom - aparat cu ajutorul căruia se fac secțiuni subțiri de câțiva microni prin diferite piese anatomice pentru a fi examinate la microscop.
- mieloblast - celulă situată în măduva hematopoetică, din care, prin elemente celulare intermediare (promielocit, mielocit, metamielocit) iau naștere leucocitele polinucleare in sânge; în leucemia mieloidă, mieloblastele apar în sânge.
- miofibrile - filamente fine și contractile care se diferențiază în celula sau fibra musculară și care, prin contractare, determină contracția mușchilor.
- moarte naturală - moarte survenită în mod firesc, "moarte bună" (din cauza bătrâneții).
- mobilitate dentară - deplasarea unui dinte în jurul zonei gingivale, dincolo de limitele fiziologice, având drept consecință pierderea acestuia.
- mofetă -  produs gazos, folosit în terapeutica bolilor pulmonare, reumatice și ale circulației sângelui, conținând în principal dioxid de carbon, degajat în fazele finale ale activității vulcanice.
- monocit - tip de leucocită monocelulară, de dimensiuni mari (vezi și macrofag).

## N
- nămol - substanță naturală care se depune pe fundul apelor stătătoare și utilizat în tratamentul unor boli ca reumatism, polinevrită.
- necropsie - vezi autopsie.
- neurochirurgie - ramură a chirurgiei având ca obiect bolile sistemului nervos care necesită intervenție chirurgicală.
- nursing:

- proces de diagnosticare și tratament al răspunsurilor umane la problemele actuale și potențiale;
- pregătire sanitară medie; asistență medicală.

## O
- obstetrică - ramură a chirurgiei care se ocupă cu fiziologia și patologia sarcinii, precum și cu asistența în timpul nașterii și în perioada de lăuzie.
- obturație - închidere a unui orificiu sau a unei cavități.
- obturație dentară - astuparea terapeutică a cavității unui dinte cariat, după curățirea și dezinfectarea acestuia.
- oftalmodinamometru - aparat care măsoară presiunea arterei centrale a retinei.
- oftalmologie - disciplină care studiază fiziologia și patologia ochilor.
- oftalmometrie - vezi cheratometrie.
- oftalmometru (vezi și optometru):

- instrument optic pentru determinarea cantitativă a defectului de astigmatism;
- instrument optic pentru determinarea distanței vizibilității distincte a ochiului.
- oftalmoscop - instrument folosit pentru examinarea interiorului globului ocular și a fundului de ochi.
- oftalmoscopie - examinare a interiorului ochiului cu ajutorul oftalmoscopului.
- oftalmostat - vezi blefarostat.
- oftalmotomie - extirpare a unui glob ocular.
- OMS - vezi Organizația Mondială a Sănătății.
- oncologie - ramură a medicinei care se ocupă cu studierea tumorilor și a mijloacelor de prevenire, depistare și de tratament a cancerului; sinonim: canceriologie.
- oncometru - instrument cu care se măsoară locul și configurația unui organ.
- oncotomie - extirpare chirurgicală a unei tumori.
- operație (chirurgicală) - acțiune terapeutică chirurgicală, efectuată asupra unui organ sau a unui țesut bolnav (sinonim: intervenție chirurgicală).
- optometru - instrument folosit pentru determinarea caracteristicilor optice ale ochiului (vezi și oftalmometru).
- Organizația Mondială a Sănătății - instituție specializată a Națiunilor Unite, creatã în 1948, cu sediul la Geneva și care are rolul de a menține și coordona situația sănătății populațiilor pe glob.
- orhiectomie - vezi castrare.
- ortomorfie - disciplină care se ocupă cu studiul diformităților aparatului locomotor.
- ortopedie - ramură a chirurgiei care se ocupă cu studiul și tratamentul bolilor și deformațiilor congenitale sau dobândite ale sistemului osteoarticular.
- osteoartrotomie - operație de rezecție a extremității articulare a unui os.
- osteoclast - instrument chirurgical pentru sfărâmarea unor oase.
- osteoclazie - operatie chirurgicală prin care se sfărâmă anumite oase.
- osteoplastie - operație de înlocuire a unui fragment de os sau os întreg cu un fragment osos sau cu o proteză din metal sau plastic.
- osteosinteză - intervenție chirurgicală care constă în anchilozarea unei articulații bolnave sau în reunirea și imobilizarea fragmentelor unui os fracturat, cu ajutorul unor fire sau al unor plăci de metal.
- otologie - disciplină care studiază fiziologia și patologia urechii.
- otoplastie -  operație chirurgicală de refacere a urechii externe.
- otorinolaringologie - disciplină care studiază fiziologia și patologia urechii, nasului și laringelui.
- otoscop - instrument optic folosit în otoscopie.
- otoscopie - examinare a canalului auditiv extern și a timpanului cu ajutorul otoscopului.
- ototomie - disecție a urechii.
- ovarectomie - ablația chirurgicală a unuia sau a ambelor ovare; vezi și castrare.
- oxigenare cu membrană extracorporală - vezi ECMO.
- oxigenator - dispozitiv medical care imită funcția plămânilor, oxigenând sângele, utilizat în special în timpul operațiilor pe cord deschis.
- oximetrie - operație de determinare a cantității de oxigen din hemoglobină.

## P
- pacemaker - vezi stimulator cardiac.
- pansament - mijloc de a proteja o rană până la cicatrizare prin acoperire cu compresă sterilă, vată, tifon, la care se pot adăuga medicamente ce previn sau suprimă supurația.
- paracenteză - puncție a unei cavități naturale (pleurală, pericardică, peritoneală) în vederea evacuării lichidului conținut în aceasta.
- pensă - mic instrument de metal compus din două brațe îmbinate la un capăt sau încheiate în formă de foarfece, folosit în chirurgie pentru a prinde sau a fixa obiecte mici sau substanțe care nu pot fi luate cu mâna.
- pensetă - unealtă chirurgicală, compus din două brațe metalice care se unesc la capăt, cu care se manipulează obiecte de dimensiuni mici sau care nu pot fi atinse cu mâna.
- perfuzie - introducere de sânge sau de diferite soluții medicamentoase, picătură cu picătură, în sistemul vascular în scop terapeutic.
- periaj bronșic - vezi brosaj bronșic.
- peritoneoscopie - vezi laparoscopie.
- permeabilizarea apexului - manevră utilizată în stomatologie în tratamentul cangrenei pulpare simple.
- pivot - suport al unui dinte artificial, fixat în rădăcina dintelui natural.
- plasmafereză - tehnică transfuzională care permite prelevarea doar a plasmei de la un donator de sânge sau de la un bolnav.
- plastíe - operație prin care se înlocuiește o porțiune de țesut cu un alt țesut, prelevat fie de la același individ, fie de la un altul și prin care se urmărește corectarea unui defect anatomic.
- plasture - bucățică de pânză pe care s-a întins o pastă medicinală densă și lipicioasă, care se aplică pe o rană pentru a o feri de infecție sau cu care se fixează un pansament; sinonime: blastor, emplastru.
- pleurectomie - ablațiune a unei mici părți din pleura parietală.
- pleuroscopie - examen care constă în vizualizarea pleurei cu ajutorul pleuroscopului; sinonim: toracoscopie.
- plombă - material folosit în stomatologie pentru închiderea cavității unui dinte cariat.
- pod - (în stomatologie) lucrare protetică dentară, metalică sau mixtă, alcătuită dintr-un corp de punte fixat la capete pe dinții naturali și folosită ca metodă terapeutică.
- post de prim ajutor - ansamblul încăperilor, al mijloacelor tehnico-sanitare și al personalului sanitar, organizat pentru a da primele îngrijiri medicale (primul ajutor).
- pozitiv - (despre analize medicale) care confirma prezența în organism a unui anumit agent patogen.
- prescripție medicală - vezi rețetă.
- presopunctură - vezi acupresură.
- primul ajutor - totalitatea măsurilor care se aplică imediat în cazul unei urgențe medicale până la sosirea serviciului de urgență sau până la intervenția unui medic.
- probă - analiză medicală; observare a funcției unui organ în vederea stabilirii unui diagnostic.
- procedură clinică - acțiune sau intervenție medicală efectuată de profesioniști din domeniul sănătății asupra unui pacient, fie pentru diagnostic, tratament, fie pentru prevenirea unei afecțiuni.
- proctoscop - vezi anuscop.
- procedură minim invazivă⁠(d) - intervenție medicală care utilizează tehnici care implică incizii mici sau tehnici non-invazive, reducând astfel trauma asupra țesuturilor și timpul de recuperare în comparație cu intervențiile chirurgicale tradiționale; exemple: laparoscopia, endoscopia, angioplastia.
- proteză - aparat sau piesă medicală care înlocuiește un organ, un membru, o parte dintr-un membru amputat sau un conduct natural al corpului omenesc ori pe care se fixează o dantură falsă.
- puncție - manoperă chirurgicală care constă în pătrunderea cu ajutorul unui ac într-o cavitate cu scopul de a recolta un lichid natural (sânge, lichid cefalorahidian) sau patologic (puroi, exsudat) sau de a evacua conținutul unei cavități (pericard, pleură) având drept scop explorarea, evacuarea sau efectuarea unei biopsii.
- puncție abdominală - vezi abdominocenteză.
- puncție amniotică - vezi amniocenteză.
- pupiloscopie - vezi cheratoscopie.

## R
- raclaj - intervenție chirurgicală care constă în îndepărtarea, cu ajutorul unei chiurete, o formațiune patologică de pe un organ intern sau  a mucoasei uterine la o femeie gravidă pentru evacuarea produsului de concepție și întreruperea sarcinii (sinonim: chiuretaj).
- radiografie - înregistrarea, pe film fotografic special a imaginilor obținute prin radiologie.
- radiologie - ramură a medicinei care se ocupă cu examinarea corpului omenesc cu ajutorul razelor X și gamma și cu aplicarea lor în precizarea diagnosticului și în terapeutica unor boli.
- radioopac - (despre unele substanțe) care împiedică trecerea radiațiilor printr-un organ, determinând obținerea unei imagini radiologice sau radiografice clare a acestuia.
- radioscopie - examinare vizuală a interiorului unor regiuni din corpul omenesc, cu ajutorul umbrei proiectate pe un ecran fluorescent de către razele X care trec prin acel corp; imagine obținută în felul acesta.
- rahianestezie - metodă de anestezie care constă în injectarea, prin puncție, în canalul rahidian, a unei substanțe anestezice pentru obținerea insensibilității jumătății inferioare a corpului.
- rahicenteză - introducere a unui ac de seringă în spațiul subarahnoian dintre două vertebre, în scop de explorare, terapeutic sau anestezic.
- rapel - revaccinare a unei persoane vaccinate în trecut, cu o cantitate mai mică de vaccin, pentru a-i întări și a-i prelungi imunitatea dată de vaccinarea inițială.
- reanimare - vezi terapie intensivă.
- redresor - aparat pentru corectarea unor malformații osteoarticulare.
- reducere - operație chirurgicală care are drept scop repoziționarea unui os luxat sau a unui organ deplasat.
- refrigerație - metodă chirurgicală care constă în răcirea unui membru, a unui segment de membru sau a unei porțiuni de tegument cu ajutorul pungilor de gheață sau al aparatelor refrigerente; se practică în scop anestezic sau terapeutic.
- retinoscopie - vezi cheratoscopie.
- rețetă - document oficial emis de un medic sau alt profesionist din domeniul sănătății autorizat, care conține instrucțiuni pentru eliberarea și utilizarea unui anumit medicament sau tratament; conține: numele pacientului, data eliberării, numele și dozajul medicamentulu, modul de administrare, numele, semnătura și datele de contact ale medicului; sinonim: prescripție medicală.
- rezecție - îndepărtare pe cale chirurgicală a unui țesut sau a unui organ în totalitate sau parțial; se efectuează pentru eliminarea părților bolnave ale unui organ sau țesut.
- rezident - medic care efectuează un stagiu de specializare superioară într-un anumit domeniu medical.
- rinoplastie - intervenție chirurgicală care constă în refacerea formei nasului prin grefarea sau transplantarea pielii din alte părți ale corpului.
- rizotomie - secționare chirurgicală a unei rădăcini a măduvei spinării.
- "rubor" - vezi "calor".

## Ș
- șunt - abatere a curentului sangvin pe altă cale circulatorie decât cea obișnuită.

## S
- safism - vezi lesbianism.
- salon - cameră cu mai multe paturi, în care sunt ținuți și îngrijiți bolnavii într-un spital.
- salvare - vezi ambulanță.
- sanatoriu - instituție medicală pentru tratamentul bolilor cronice, afecțiuni ale aparatului respirator, afecțiuni neuropsihice, tuberculoză; (în trecut) spital particular; altă denumire: casă de sănătate.
- sarcină - stare a femeii gravide din momentul fecunării ovulului de către spermatozoid până la expulzarea produsului de concepție.
- scalpare - îndepărtare accidentală sau chirurgicală (cu ajutorul unui bisturiu numit scalpel) a pielii care acoperă cutia craniană.
- scarificare - crestarea superficială a teggumentelor cu ajutorul scarificatorului, al unui bisturiu sau brici pentru provocarea unei sângerări locale; este folosită pentru degajarea unei regiuni inflamate sau infiltrate în dermatologie.
- scarificator - instrument medical format din mai multe lame tăioase acționate de un resort, folosit pentru crestarea superficială a pielii în scopuri terapeutice, pentru vaccinări etc.
- schiascopie - vezi cheratoscopie.
- scotometrie - determinare cu ajutorul campimetriei a zonelor din câmpul vizual, în care vederea este diminuată sau suprimată.
- scototerapie - tratament cu ajutorul întunericului, excluzând total razele solare.
- screening - proces de identificare a persoanelor care nu prezintă simptome ale unei anumite boli, dar care pot avea afecțiunea în stadiu incipient sau sunt la risc crescut de a dezvolta acea boală; scopul este de a detecta afecțiunile într-un stadiu precoce, când intervențiile preventive sau terapeutice pot fi mai eficiente și pot îmbunătăți prognosticul.

- screening cervical - vezi Test Babeș Papanicolau.

- serozitate:

- lichid alb-gălbui pe care îl secretă membranele seroase;
- lichid seros sau purulent care se formează în unele afecțiuni.
- serviciu de ambulanță - serviciu medical care asigură asistența urgențelor.
- sfigmografie - vezi arteriografie.
- sfigmogramă - vezi arteriogramă.
- sifon - aparat pentru spălarea și dezinfectarea anumitor cavități ale organismului (stomac, nas etc.).
- simpaticotomie - stare funcțională a organismului în care există o predominanță a activității sistemului simpatic, caracterizată prin excitabilitate și emotivitate mărite, tranzit intestinal exagerat, labilitate vasculară etc.
- simptom - manifestare, tulburare funcțională sau senzație anormală resimțite de o ființă și care pot indica prezența unei boli.
- simptomatologie:

- ramură a medicinei care se ocupă cu studiul simptomelor diferitelor boli, precum și metodele de diagnosticare a lor; semiotică;
- totalitate a simptomelor prin care se caracterizează o boală.
- sincopă - pierdere tranzitorie a conștienței și tonusului postural datorită fluxului sanguin cerebral inadecvat, cu recuperare promptă, fără măsuri de resuscitare.
- sindrom general de adaptare - teorie medicală potrivit căreia orice factor agresiv de mediu (frig, căldură, oboseală, traumatism etc), numit stres, generează o reacție de adaptare din partea organismului.
- sistem de sănătate - organizația de oameni, instituții și resurse care oferă servicii de îngrijire medicală pentru a acoperi nevoile de sănătate ale populațiilor țintă; alte denumiri: sistem de îngrijire al sănătății, sistem sanitar.
- somatic - care ține de corp, privitor la corp (considerat un ansamblu unitar); de exemplu, celulele somatice sunt toate celulele corpului (cu excepția celor sexuale).
- somnoterapie - metodă de tratament al unor boli prin somn prelungit cu hipnotice, hipnoză sau curent electric.
- sondaj - introducere a unei sonde de metal, de cauciuc sau de material plastic într-un organ cavitar (stomac, vezică urinară etc.) cu scopul evacuării conținutului acestuia sau al recoltării de material pentru examenele de laborator.
- sondă - instrument chirurgical în formă de tub cilindric de metal, de cauciuc etc. care servește la explorarea sau la evacuarea unor canale sau cavități din organism ori la drenarea plăgilor.
- spatulă - instrument de forma unei lopeți plate folosit la aplicarea pe răni a unor medicamente fâscoase sau în laboratoarele de chimie sau de farmacie.
- specialitate - ramură a practicii medicale care se concentrează pe un grup definit de pacienți, boli, competențe, sau filozofie.
- spéculum - instrument medical cu ajutorul căruia se poate dilata temporar un conduct natural (cavități nazale, conduct auditiv etc.) dând posibilitatea examinării acestuia.
- spelostomie - deschidere operatorie a unei caverne pulmonare tuberculoase.
- speleotomie  - incizie chirurgicală a unei caverne pulmonare; sinonim: cavernotomie.
- stabilizare (a unui pacient) - procesul medical de a aduce și menține funcțiile vitale ale unui pacient într-o stare cât mai apropiată de normal sau într-o stare de echilibru, fiind o etapă critică în tratamentul de urgență, menită să prevină agravarea stării de sănătate și să permită intervenții medicale ulterioare, mai detaliate sau definitive.
- staționar - partea dintr-o unitate sanitară/formațiune medicală care este prevăzută cu paturi pentru internarea răniților/bolnavilor.
- stereocardiografie - vectocardiografie tridimensională în care buclele vectoriale sînt înregistrate în plan frontal, sagital și orizontal.
- stereocinefluorografie - imagine radiocinematografică executată după principiul stereofotografiei, oferind imagini în mișcare cu aspect tridimensional (vezi și fluorografie).
- stereoencefalotomie - intervenție chirurgicală stereotactică urmărind distrugerea anumitor structuri din profunzimea encefalului cu ajutorul curentului electric și al izotopilor radioactivi.
- stereooftalmoscop - oftalmoscop folosit pentru examinarea stereoscopică a interiorului ochiului.
- stereooftalmoscopie - operație de examinare a interiorului ochiului cu ajutorul unui stereooftalmoscop.
- stereoradiofotografie - radiofotografie tridimensională.
- stereoradioscopie - radioscopie care dă senzație de relief.
- stereotaxie - metodă de identificare radiologică a unor structuri nervoase.
- sterilitate - stare caracterizată prin absența germenilor microbieni.
- sterilizare:

- acțiune prin care sunt distruși germenii patogeni de pe diferite obiecte (instrumente chirurgicale, pansamente etc.), din apă, dintr-un focar infecțios și care se poate face prin metode fizice (căldură, raze ultraviolete, ultrasunete) sau chimice (antiseptice, bacterioseptice);
- intervenție chirurgicală prin care o ființă devine sterilă.
- sterilizarea instrumentelor - operație tehnologică prin care sunt eliminate forme de viață microbiană sau anihilate microorganisme, inclusiv cele aflate în stare vegetativă, de pe obiecte incert contaminate.

- stetoscop - instrument medical pentru perceperea zgomotelor produse de diferite organe în funcțiune (în special inima și plămânii).
- stilet - mic cilindru de metal, fin și subțire, cu care se sondează o plagă.
- stimulator cardiac - aparat electric implantat în corp, care furnizează miocardului  impulsuri electrice regulate (sinonim: pacemaker).
- substanță de contrast - substanță folosită pentru a face organele/țesuturile opace, deci vizibile, la o analiză.
- sumar de urină - test de laborator care analizează compoziția și caracteristicile urinei; este utilizat pentru a evalua sănătatea sistemului urinar și poate oferi informații despre diverse afecțiuni și condiții medicale.
- suturare - reunire a marginilor unei plăgi, extremităților unui tendon sau ale unui nerv tăiat, fragmentelor unui os fracturat etc.
- sutură:

- cusătură folosită în chirurgie pentru a reuni marginile unei plăgi, extremitățile unui tendon sau ale unui nerv tăiat, fragmentele unui os fracturat etc.;
- cusătura celor două buze ale unei plăgi.

## T
- tahifilaxie - protecție rapidă a organismului obținută prin injectarea unei cantități mici de toxină organică.
- tahimetru cardiac - vezi cardiotahimetru.
- tahograf - aparat pentru înregistrarea frecvenței pulsului, respirației etc.
- tampon - bucată de vată sau de tifon sterilizat, care se aplică pe o rană pentru a opri o hemoragie sau care se introduce într-o cavitate naturală a organismului în scopuri terapeutice.
- tamponament - metodă de a opri sângerarea prin compresiune locală pe venă sau arteră cu ajutorul compreselor în cazul plăgilor superficiale sau cu ajutorul meșelor în cazul unor plăgi profunde sau al unor cavități naturale.
- tarsorafie:

- vezi blefarorafie;
- sutură a cartilajelor tarsului.
- TAVI - vezi înlocuirea valvulară aortică transcateter⁠(d).
- tehnician medical de urgență - profesionist din domeniul sănătății care asigură transportul pacienților.
- terapie - metodă folosită pentru a vindeca o anumită boală.

- terapie cu celule stem - tratament prin care celulele stem sunt utilizate pentru a repara sau înlocui țesuturi și organe deteriorate sau bolnave.
- terapie intensivă - terapie prin care bolnavii imediat operați sau în stare foarte gravă sunt permanent asistați de personal medical în saloane speciale, în scopul restabilirii și menținerii funcțiilor vitale ale organismului; sinonim: reanimare.
- terapie ocupațională⁠(d) - program de activități specifice și intervenții pentru a ajuta pacienții să își recâștige sau să își mențină abilitatea de a desfășura activități zilnice esențiale, în special după ce au suferit o boală, o leziune sau o intervenție medicală majoră.
- terapie țintită⁠(d) - tip de tratament utilizat în special în oncologie, care folosește medicamente sau alte substanțe pentru a identifica și a ataca în mod specific celulele canceroase, lăsând în mare parte celulele normale neafectate.

- termocoagulare - metodă chirurgicală care constă în coagularea sângelui ieșit din vasele sanguine și a unei porțiuni de țesut din zona înconjurătoare acestora cu ajutorul unui corp încălzit (termocauter).
- termofor - pungă de cauciuc umplută cu apă caldă sau pernuță încălzită electric, care se aplică pe partea bolnavă a corpului pentru a calma durerile sau a încălzi în caz de criză; altă denumire: buiotă.
- termoterapie - utilizare a căldurii în scop terapeutic.
- test antiglobulinic - vezi test Coombs.
- Test Babeș Papanicolau - metodă de screening cervical pentru depistarea cancerului de col uterin; alte denumiri: screening cervical, test frotiu.
- test Coombs - (sau test antiglobulinic) test folosit în hematologie pentru a detecta prezența anticorpilor care acționează împotriva eritrocitelor; este esențial pentru diagnosticarea unor afecțiuni precum anemia hemolitică autoimună⁠(d), boala hemolitică a nou-născutului și pentru compatibilitatea sângelui în cadrul transfuziilor sanguine.
- test de sarcină - metodă de depistare a sarcinii, bazată pe detectarea prezenței în sânge sau urină a hormonului gonadotrop uman sau produs destinat acestui scop.
- teste frotiu - vezi Test Babeș Papanicolau.
- timol - probă de laborator pentru verificarea funcțiilor ficatului.
- tomofotografie - procedeu medical care constă în fotografierea ecranului radioscopic pe care se proiectează imaginea realizată prin tomografie.
- tomograf - aparat cu ajutorul căruia se execută o tomografie.
- tomografie:

- metodă de radiografie care permite obținerea imaginii structurilor anatomice dintr-un singur plan de profunzime, eliminând imaginile celorlalte planuri;
- clișeu, film care conține o asemenea imagine.
- toracoplastie - intervenție chirurgicală care constă în rezecția unor porțiuni din coastele unei regiuni toracice în scopul obținerii colabării plămânului bolnav și punerii acestuia în stare de repaus; se practică pentru corectarea unor malformații toracice și mai ales în tratamentul unor boli pleuro-pulmonare ca tuberculoza pulmonară,  pleurezia purulentă cronică etc.
- toracoscopie - vezi pleuroscopie.
- toxicitate financiară - termen care definește consecințele negative (atât financiare cât și medicale) asupra pacienților, determinate de acoperirea de către aceștia a costurilor (directe sau indirecte) ale tratamentelor medicale.
- transfuzie - administrare pe cale intravenoasă a unei cantități de sânge proaspăt sau conservat, recoltat de la donatori.
- transcriere medicală - profesie care se ocupă cu transcrierea sau conversia rapoartelor vorbite înregistrate care sunt dictate de medici sau de alte cadre din domeniul medical în format text.
- transplantare - intervenție chirurgicală care constă în grefarea unui fragment de țesut provenit de la același individ (autotransplantare), de la alt individ din aceeași specie (homotransplantare) sau de la un individ din altă specie (heterotransplantare).
- trasabilitate - capacitatea de a urmări istoricul, locația și utilizarea dispozitivelor medicale, medicamentelor și altor produse medicale de la producător până la utilizatorul final, precum pacientul sau furnizorul de servicii medicale.
- tratament - îngrijire medicală, totalitatea mijloacelor dietetice, medicamentoase, balneoclimaterice și igienice de combatere a unei boli.

- tratament de urgență - ansamblul de măsuri și intervenții medicale care se aplică într-o situație de criză, pentru a stabiliza un pacient aflat într-o stare critică și pentru a preveni deteriorarea stării sale de sănătate sau decesul; are ca scop salvarea vieții, prevenirea complicațiilor și ameliorarea simptomelor grave.
- tratament local - tratament care se aplică direct pe locul bolnav.

- traumatism - leziune organică sau funcțională de origine mecanică, electrică, microbiană au chimică, directă sau indirectă; exemple: plăgile închise sau deschise, fracturile, arsurile, degerăturile, electrocutările, intoxicațiile acute.
- traumatologie - ramură a chirurgiei care se ocupă cu studiul și cu tratamentul rănilor provocate de diferite accidente.
- trepán - instrument în formă de sfedel folosit la trepanație.
- tribadism - vezi lesbianism.
- trocar - instrument chirurgical în formă de tub ascuțit (cu mâner), folosit la efectuarea puncțiilor sau la introducerea în unele cavități ale organismului a unor instrumente chirurgicale sau a unor dispozitive optice.
- trombo- - element prim de compunere savantă cu semnificația "cheag de sânge", "trombus".
- tubaj - metodă de examen clinic care constă în introducerea unui tub de cauciuc sau metalic în cavitatea unui organ.
- tubaj gastric/duodenal - introducerea pe cale bucală sau nazală a unei sonde (tub) de cauciuc semirigide, până la stomac/duoden pentru extragerea sucurilor gastrice, biliar, respectiv duodenal, în scopul examinării acestora.
- tubercul - leziune elementară produsă în grosimea pielii (exemple: tubercul sifilitic, lepros sau tuberculos) sau în orice țesut (de exemplu tubercul primar produs de bacilul Koch).
- tuberculină - produs biologic obținut din culturile pe medii lichide ale bacilului tuberculozei.
- "tumor" - vezi "calor".
- tușeu - palpare a unui organ anatomic, intern sau a unei cavități anatomice naturale, spre a constata starea lor; metodă de investigare a unei cavități naturale.

## U
- unitate de terapie intensivă (sau unitate de tratament intensiv) - departament special al unui spital sau al unei instituții de îngrijire medicală care oferă medicină de terapie intensivă.
- urobilină -  pigment biliar de culoare galbenă-brună a cărui prezență în cantități mari în urină indică un proces patologic hepatic.

## V
- vacutainer - mic container asemănător unei eprubete pentru recoltarea sângelui, folosit în instituțiile medicale.
- vagotomie - intervenție chirurgicală care constă în secționarea unui nerv vag (pneumogastric); se practica înainte la tratamentul ulcer gastroduodenal.
- valvuloplastie - reparație anatomică și restaurație funcțională a unei valvule cardiace anormale.
- valvulotomie - intervenție chirurgicală făcută la inimă, constând în secționarea valvulelor atrio-ventriculare stenozate care împiedică scurgerea normală a sângelui din auricul în ventricul (sinonim comisurotomie).
- vasotripsie - vezi angiotripsie.
- vată - material din fibre de bumbac, utilizat la pansamente.
- venesecție - vezi flebotomie.
- ventilator pulmonar⁠(d) (sau mecanic) - dispozitiv care preia funcția respiratorie sau poate sprijini pacienții care au nevoie de ajutor suplimentar pentru a respira.
- ventilație artificială - procedură medicală care presupune susținerea sau înlocuirea funcției respiratorii naturale a pacientului cu ajutorul unui dispozitiv numit ventilator pulmonar⁠(d), care ajută la introducerea aerului în plămâni și la eliminarea dioxidului de carbon, asigurând astfel schimbul de gaze necesar pentru supraviețuire.

- ventilație artificială invazivă - ventilație utilizată în special la terapie intensivă și care implică utilizarea unui tub introdus în trahee, fie prin gură sau nas (intubație endotraheală), fie printr-o incizie în gât (traheostomie).
- ventilație artificială non-invazivă - ventilație folosită pentru tratarea insuficienței respiratorii, care utilizează o mască facială, o mască nazală (mască de oxigen⁠(d)) sau un dispozitiv cu două căi pentru a administra aerul în plămâni.

- viteză de sedimentare - interval de timp în care se depun hematiile în sângele rămas necoagulat, servind la diagnosticarea sau urmărirea evoluției unor boli.

## X
- xifosternopexie - detașare chirurgicală a apendicelui xifoid și de suturare a acestuia pe fața anterioară a sternului.

## Z
- Ziua Internațională a Persoanelor cu Dizabilități - ziua de 3 decembrie, proclamată de ONU pentru a sprijini persoanele cu dizabilități.
- Ziua Mondială a Sănătății - zi globală de conștientizare a sănătății sărbătorită în fiecare an la 7 aprilie, sub egida Organizației Mondiale a Sănătății (OMS), precum și a altor organizații conexe.
- zonită - imagine radiologică corespunzând unui proces pneumonic cu localizare segmentară; poate fi de natură tuberculoasă, pneumococică, gripală.